# Kim Clijsters
Pour les articles homonymes, voir Clijsters.
Kim Antonie Lode Clijsters (prononcé en néerlandais, [kɪm ˈklɛistərs] ), née le 8 juin 1983 à Bilzen, est une joueuse de tennis professionnelle belge. Elle est la fille du footballeur Lei Clijsters. Elle a connu une première carrière de 1997 à 2007. Le 26 mars 2009, elle annonce son retour sur le circuit WTA au tournoi de Cincinnati en août 2009. Elle met fin à sa deuxième carrière lors de l'US Open 2012. En 2019, elle annonce un retour sur le circuit pour 2020, après sept ans d'absence. Son retour étant entravé par la pandémie de Covid-19, elle décide en avril 2022 de se retirer définitivement du circuit professionnel.
Joueuse puissante, souvent contrariée par des blessures, elle a remporté quarante-et-un tournois en simple sur le circuit WTA, dont l'US Open en 2005, 2009 et 2010, l'Open d'Australie en 2011 ainsi que trois Masters (2002, 2003 et 2010). Sa victoire à l'US Open de tennis 2005 lui a permis de décrocher à l'époque le plus gros chèque de l'histoire du sport féminin, à savoir 2,2 millions de dollars. Elle a perdu quatre autres finales dans les épreuves majeures, dont trois contre sa compatriote Justine Henin. Elle a aussi décroché une Fed Cup en 2001.
Elle a également gagné onze titres en double dans sa carrière dont Roland-Garros et Wimbledon en 2003. À la suite de ces succès, elle a atteint la première place mondiale en double le 4 août 2003. Elle a réussi la performance unique d'être à la fois no 1 mondiale en simple et en double le 18 août 2003.
Au cours de sa seconde carrière, elle a partagé le record de titres en Grand Chelem en tant que mère, codétenu par Margaret Smith Court. Le 14 février 2011, elle devint la première mère numéro 1 mondiale de l'histoire du tennis.

## Biographie
Kim Clijsters est la fille de Lei Clijsters (défunt footballeur, membre de l'équipe nationale de Belgique à la fin des années 1980) et de Els Vandecaetsbeek, championne de gymnastique. Elle est la sœur aînée de Elke, aussi joueuse de tennis (mais avec beaucoup moins de succès). Kim découvre le tennis à 6 ans. Elle est d'abord reprise au tennis club de Diest puis évoluera au centre d'entrainement de la VTV (Vlaamse Tennis Vereniging) à Wilrijk en 1996 à l'âge de 13 ans.

## Vie privée
Kim Clijsters a été fiancée au tennisman australien Lleyton Hewitt de décembre 2003 à octobre 2004, après une relation de près de 5 ans. Elle s'est mariée le 13 juillet 2007 avec le basketteur Brian Lynch et a donné naissance à une petite fille, prénommée Jada, le 27 février 2008. Son deuxième enfant, Jack Leon, est né le 18 septembre 2013. Le 29 octobre 2016, naît son troisième enfant Blake Richard.

## Style de jeu
Kim Clijsters joue de la main droite et pratique un revers à deux mains, sauf lors de ses slices, ses volées et ses défenses en glissade.
Joueuse puissante, elle peut faire le jeu avec son coup droit mais également avec son revers. C'est régulièrement elle qui prend le jeu à son compte en commettant les coups gagnants et les fautes directes. Elle est capable de distiller de grands coups aussi bien avec des balles montantes que descendantes.
Joueuse complète, elle n'hésite pas à distribuer des amorties, pour ensuite contrer son adversaire avec un passing sur les côtés ou via un lob lifté, qu'elle maîtrise aussi bien en revers qu'en coup droit. Privilégiant les attaques du fond du court, elle est l'une des rares joueuses à frapper des volées liftées en coup droit et en revers avant le rebond pour tenter d'écourter les échanges, elle possède une bonne volée qui lui permet de conclure des attaques du fond du court mais ne pratique pas le service-volée. Son service n'est pas le plus rapide du circuit, mais il est varié. Sa seconde balle de service est parfois vulnérable et est susceptible de l'exposer face à de grandes retourneuses.
Elle est également très spectaculaire, elle offre souvent aux spectateurs des grands écarts lors de ses matchs, cette marque de fabrique lui permet parfois de retourner des situations périlleuses à son avantage, ses smashes sont spectaculaires et très appréciés du public.
Sa défense est l'une des meilleures du circuit, la meilleure selon certains spécialistes.
Elle possède une couverture de terrain très importante et son jeu de jambes est très véloce.
En outre, elle possède une très forte condition physique et les conditions de jeu difficiles ainsi que les matchs en trois sets l'affectent peu.
Durant l'US Open 2010, une analyse démontre qu'elle est l'une des trois joueuses du tournoi qui prend le moins de temps entre les échanges lorsqu'elle sert. Elle enchaîne les points rapidement sans casser le rythme des matchs et en dépit du score.
Elle a perdu ses quatre premières finales de Grand Chelem, ce qui lui a valu quelques critiques sur sa gestion nerveuse de ces évènements durant sa première carrière. Cependant, elle a remporté les neuf premières demi-finales et sept des huit premières finales de sa seconde carrière, dont quatre titres majeurs.

## Carrière tennistique

### 1998: chez les juniors
Kim Clijsters, âgée de 15 ans, dispute en juin 1998 la finale de l'Astrid Bowl à Charleroi qu'elle perd face à l'Australienne Jelena Dokić. Elle remporte le tournoi de double junior de Roland-Garros avec Dokic puis atteint la finale de Wimbledon. Au cours de l'été, elle remporte son premier tournoi de 10 000 dollars au Royal Tennis Club Charles-Quint qui lui permit de grappiller ses premiers points au classement WTA, suivi du Flanders Ladies Trophy de Coxyde.

### 1999: premier titre WTA
Le premier tournoi disputé par Clijsters chez les professionnelles est celui d'Anvers. Repêchée des qualifications en tant que lucky loser, elle perd après avoir eu une balle de match contre la Française Sarah Pitkowski, future finaliste du tournoi (battue par Justine Henin).
Alors 195e mondiale, Kim fête son seizième anniversaire en sortant des qualifications à Wimbledon. Elle signe sa première victoire contre une top10, Amanda Coetzer, lors du troisième tour puis s'incline en deux sets en huitième de finale face à son idole, Steffi Graf qui disputait son dernier Wimbledon. Le match aura duré quatre jours en raison de la pluie. Deux mois plus tard, classée 98e mondiale, Kim participe à son premier US Open et va jusqu'au troisième tour où elle est battue au terme d'un match très accroché (7-5 au troisième set) par la future vainqueur du tournoi, Serena Williams.
Clijsters conclut l'année avec son premier titre au Tournoi de Luxembourg, non loin de sa Belgique natale, où elle dispose successivement de Anke Huber puis de trois de ses compatriotes Els Callens, Sabine Appelmans et en finale Dominique Monami, 13e joueuse mondiale. Elle décroche aussi en octobre une deuxième finale WTA à l’Open de Slovaquie mais perd contre Amélie Mauresmo, après avoir notamment battu Nathalie Dechy (28e mondiale). En un an, elle passe de la 409e à la 47e place, ce qui lui vaudra le WTA Award de Révélation de l'année.

### 2000: une progression régulière
La saison suivante, elle débute avec une victoire au tournoi d'Hobart face à Chanda Rubin. Si elle ne dépasse pas le deuxième tour en Grand Chelem, la Belge signe des performances significatives : elle atteint la finale à Filderstadt où elle s'incline face à la numéro un mondial Martina Hingis non sans avoir battu Conchita Martínez et Nathalie Tauziat, pensionnaires du top 10 mondial et
elle gagne ensuite à Leipzig (face à Elena Likhovtseva après des victoires contre Arantxa Sánchez Vicario et Anna Kournikova, également membres du top 10 mondial). Elle se qualifie pour ses premiers Masters durant lesquels elle perd en quarts de finale contre Elena Dementieva après une nouvelle victoire sur Arantxa Sánchez Vicario.
Elle termine la saison au 18e rang, soit un bond de presque trente places, en un an, au classement WTA.

### 2001: la révélation au grand public
En mars 2001, elle bat en demi-finale de l'Open d'Indian Wells la no 1 mondiale Martina Hingis et atteint sa première grande finale où elle est opposée à Serena Williams. La finale est finalement gagnée par l'Américaine en trois sets. Ce beau parcours lui permet de grimper à la 17e place mondiale.
Elle est ensuite la première joueuse belge étant tout juste âgée de 18 ans à atteindre une finale en Grand Chelem, lors des Internationaux de France de tennis, où elle dispose de sa compatriote Justine Henin pour y parvenir mais s'incline face à Jennifer Capriati après un match très serré d'une durée de 2 h 21 perdu 12-10 au troisième set. En conséquence de ce tournoi, elle bondit de la 14e à la 7e place WTA ce qui lui permet de devenir la deuxième joueuse Belge à atteindre une des 10 premières places mondiales après Dominique Monami (qui atteignit la 9e place en 1998) et avec Justine Henin, 9e joueuse mondiale à l'issue du tournoi parisien.
Trois semaines plus tard, la Limbourgeoise doit s'incliner contre Justine Henin à Rosmalen en finale et en trois sets.
Elle va ensuite jusqu'en quarts de finale à Wimbledon (défaite par Lindsay Davenport) et à l'US Open (défaite par Serena Williams).
Elle gagne trois tournois lors de cette année, le premier à Stanford (où elle bat la tête de série numéro deux, l'Américaine Lindsay Davenport en finale) ce qui lui permet de devenir la première Belge membre du top '5' mondial au classement mondial, elle triomphe également à Leipzig en signant des victoires contre les Italiennes Francesca Schiavone et Silvia Farina ainsi que face à Elena Dementieva et Magdalena Maleeva en finale, et à Luxembourg (sans concéder de set). Elle se qualifie une nouvelle fois pour les Masters, où elle bat Elena Dementieva et Arantxa Sánchez Vicario puis s'incline en demi-finale face à Lindsay Davenport lors du jeu décisif du troisième set. Elle termine l'année dans le top 5 et remporte la Fed Cup face à la Russie aux côtés de Justine Henin, Laurence Courtois et Els Callens.

### 2002: le premier grand titre
La saison démarre par deux demi-finales à Sydney et à l'Open d'Australie, où elle s'incline en trois sets contre Martina Hingis et la numéro un mondiale Jennifer Capriati après avoir disposé de Justine Henin en quarts de finale des deux éditions. La saison sur terre battue voit la joueuse belge remporter le Tournoi de Hambourg (en dominant Jelena Dokić, neuvième joueuse mondiale dans le dernier carré et la numéro un mondiale Venus Williams en finale). et après une demi-finale à Rome face à sa rivale compatriote, elle ne passe pas le troisième tour à Roland-Garros, surprise par l'Argentine Clarisa Fernández qui atteindra les demi-finales du tournoi parisien.
Wimbledon ne se montrera guère plus convaincant pour elle, avec un échec au second tour des œuvres de Elena Likhovtseva. Sur le ciment américain, elle signe une finale à Stanford (après des succès sur Jelena Janković et Lindsay Davenport) et un quart de finale à San Diego et tout autant de défaites sur Venus Williams, tête de série no 1. Lors de la dernière levée du Grand Chelem de la saison à l'US Open, elle s'incline contre Amélie Mauresmo, 9e joueuse mondiale, en huitièmes de finale.
Lors de la dernière édition de la Coupe Toyota Princess à Tokyo, elle s'incline en finale contre la numéro un mondiale, Serena Williams non sans avoir battu Svetlana Kuznetsova et Jelena Dokić durant l'épreuve.
Après une demi-finale à Leipzig perdue contre Anastasia Myskina au jeu décisif du dernier set, la fin de saison de Kim Clijsters est riche de trois nouveaux titres. Le premier à Filderstadt avec des succès sur Myskina, Amélie Mauresmo, Lindsay Davenport et Daniela Hantuchová, le second à Luxembourg et le troisième au Masters, où, pour son premier titre majeur, elle réalise une performance unique en battant successivement Justine Henin puis les sœurs Williams dont en finale et en deux sets, la cadette Serena, numéro un mondial, tenante du titre et invaincue depuis 6 mois sur le circuit WTA.
Durant cette saison, Kim a bouleversé son programme d'entraînement et restreint le nombre de ces tournois à la suite d'une blessure récurrente à l'épaule, dont elle a exclu l'opération qui ne garantissait pas une réussite maximale.

### 2003: l'accès à la première place de la WTA
L'année 2003 démarre fort pour elle avec un titre à Sydney (et des succès contre Justine Henin en demi-finale et Lindsay Davenport en finale sur le score de 6-4, 6-3) et une demi-finale lors de l'Open d'Australie, où elle mène largement dans le dernier set mais finit par s'incliner contre la future gagnante du tournoi et numéro un mondiale, l'Américaine Serena Williams.
Elle enchaîne directement par deux finales au Tournoi d'Anvers, proche de son Limbourg natal, où elle rend les armes contre Venus Williams, ainsi que lors de la dernière édition du tournoi de Scottsdale face à son amie Ai Sugiyama.
S'ensuit un nouveau titre, à Indian Wells face à Lindsay Davenport, ainsi qu'une demi-finale à Miami perdue contre Serena Williams.
La saison de terre battue confirme les espoirs du début de saison, avec un titre à Rome contre Amélie Mauresmo et deux finales à Berlin (où elle élimine Daniela Hantuchová et Jennifer Capriati, membres du Top 10) et Roland-Garros, où elle ne peut s'imposer face à Justine Henin. Elle s'impose en double à Roland-Garros avec sa partenaire Ai Sugiyama.
La saison sur gazon commence par son quatrième titre de l’année en simple à Rosmalen face à Justine Henin.
Elle enchaîne en atteignant les demi-finales à Wimbledon, battue par Venus Williams en trois sets. Lors de cette édition londonienne, elle remporte également le tournoi de double, signant son deuxième succès consécutif en Grand Chelem, toujours aux côtés d'Ai Sugiyama.
Les deux premiers tournois d'été sur le sol américain sont synonymes de deux finales : elle remporte le tournoi de Stanford en dominant Francesca Schiavone en demi-finale et Jennifer Capriati en finale puis perd la finale de San Diego contre Justine Henin après avoir éliminé Lindsay Davenport.
À l'issue de ce tournoi, le 4 août, elle devient numéro un mondial en double.
Au tournoi de Los Angeles, elle bat successivement Maria Sharapova, Svetlana Kuznetsova et Francesca Schiavone avant de dominer Lindsay Davenport, 4e joueuse mondiale, en finale.
Un sixième succès de la saison qui lui permet de devenir numéro un mondiale le 11 août, devenant la première de son pays à y parvenir et la première à atteindre le sommet sans s'être jamais imposée en Grand Chelem. Elle devient aussi la première joueuse à dominer simultanément le classement de la discipline en simple et en double.
Lors du tournoi de l'US Open, elle atteint la finale sans perdre un set (avec des victoires sur Kuznestova, Mauresmo et Davenport, entre autres) mais s'incline lors de celle-ci face à Justine Henin qui avait disputé la veille un match homérique contre Jennifer Capriati.
Après ses deux nouveaux succès à Filderstadt où elle évince Hantuchova, Mauresmo, Mary Pierce ainsi que Justine Henin en finale et puis à Luxembourg, elle termine l'année en beauté en remportant pour la deuxième année consécutive le Masters. Invaincue de sa poule composée de Elena Dementieva, Chanda Rubin et Mauresmo (toutes pensionnaires du top10 mondial), elle bat Jennifer Capriati (5e joueuse mondiale) en demi-finales et à nouveau Amélie Mauresmo en finale (6-2, 6-0). Avec un total de neuf victoires en tournoi, elle termine l'année à la deuxième place au classement.

### 2004: les blessures au poignet
Elle continue sur sa lancée en 2004 en atteignant la finale à l'Open d'Australie, sa quatrième finale de Grand Chelem en simple, où elle est à nouveau défaite par Justine Henin au terme d'un match très accroché qui fit l'objet d'une décision arbitrale polémique qui fera dire à la vainqueur lors d'une interview accordée en 2011 à la RTBF que sa balle de break victorieuse dans le set décisif était un point qui devait revenir à son adversaire. Elle enchaîne avec une victoire à Paris contre Mary Pierce ainsi qu'à Anvers contre Silvia Farina.
Toujours no 2 mondiale, elle dispute son quatrième tournoi de l'année en mars à Indian Wells mais elle se blesse gravement au poignet et ne peut disputer son match du troisième tour face à Laura Granville. Elle effectue son retour à Berlin deux mois plus tard mais connait une rechute et elle doit déclarer forfait avant son match du second tour face à Karolina Šprem. Elle décide de se faire opérer en juin. Kim Clijsters, qui n'a plus joué depuis le 3 mai rate Roland Garros, Wimbledon et l'US Open. Début octobre, elle tente une sortie à Hasselt mais abandonne en demi-finale face à Elena Bovina, toujours à cause de son poignet.

### 2005: triomphe à l'US Open Series
Début 2005, Clijsters doit renoncer à l'Open d'Australie. Elle fait sa rentrée au Tournoi d'Anvers où elle bat notamment Nadia Petrova en trois sets et elle s'incline en quarts de finale contre Venus Williams. Alors qu'elle est redescendue à la 133e place, elle réussit le doublé aux tournois d'Indian Wells et Miami, performance uniquement réalisée par Steffi Graf avant elle, en battant entre autres cinq des six premières joueuses mondiales: Elena Dementieva (deux fois), Lindsay Davenport, Anastasia Myskina, Amélie Mauresmo et Maria Sharapova.
Elle atteint ensuite le dernier carré à Varsovie où elle s'incline en trois sets contre Svetlana Kuznetsova après avoir éliminé Elena Bovina. S'ensuit un troisième tour à Berlin signé grâce à une victoire contre Dinara Safina en deux manches. Durant ce huitième de finale, elle abandonne alors qu'elle avait remporté le premier set face à Patty Schnyder.
À Roland-Garros et à Wimbledon, Clijsters s'incline en huitièmes de finale contre la numéro un mondiale, l'Américaine Lindsay Davenport par deux fois 6-3 dans le troisième set. Peu avant Wimbledon, elle s'adjuge le tournoi de Eastbourne sur gazon (grâce à des victoires sur Jelena Janković, Kuznestova ou Vera Dushevina entre autres), surface sur laquelle elle n'avait plus joué depuis 2003.
L'été américain est synonyme de triomphe pour elle. Elle remporte l'US Open Series grâce à des victoires à Stanford contre Venus Williams en finale, Los Angeles où elle s'impose face à Daniela Hantuchová et Toronto face à Justine Henin. Elle remporte ensuite l'U.S. Open en battant Mary Pierce en finale, 6-3, 6-1 après avoir battu Venus Williams en quart de finale et Maria Sharapova (tête de série no 1) en demies. Cette victoire à New York combinée à sa victoire à l'US Open Series lui permettent de décrocher le plus gros chèque à de l'histoire du sport féminin, à savoir 2,2 millions de dollars. Elle termine la saison 2005 à la deuxième place mondiale avec un total de neuf tournois gagnés (dont Luxembourg et Hasselt), comme en 2003.
Le 26 août, elle annonce qu'elle mettra un terme à sa carrière en 2007 justifiant « mon corps me pose maintenant beaucoup de problèmes »
. En 2003, elle déclarait déjà: « j'ai 20 ans mais mon corps en a davantage ».

### 2006: l'avant dernière-saison de la première carrière
En 2006, elle se blesse à Sydney mais parvient à tenir sa place à l'Open d'Australie où elle atteint les demi-finales après une victoire en quarts de finale contre Martina Hingis, synonyme de retour au trône de numéro 1 mondiale (qu'elle conservera durant sept semaines).
En demi-finales, sur un contre-pied d'Amélie Mauresmo, elle se foule la cheville gauche et doit renoncer alors que le score indiquait 3-2 en faveur de la française.
Elle atteint ensuite la finale à Anvers toujours contre Mauresmo et remporte le tournoi de Varsovie contre Svetlana Kuznetsova.
Elle se qualifie dans le dernier carré des deux grands chelems européens mais perd contre Justine Henin. Elle remporte deux autres tournois tournois (Stanford contre Patty Schnyder et Hasselt contre Kaia Kanepi) et dispute la finale à San Diego. Une blessure au premier tour du tournoi de Montréal la contraint à déclarer forfait pour l'U.S. Open dont elle était tenante du titre.
Elle termine l'année dans le top 5 pour la cinquième fois en six ans.

### 2007: fin de la première carrière
Sa dernière saison sur le circuit commence par une 34e victoire en tournoi à Sydney au terme d'un thriller contre Jelena Janković puis par une demi-finale à l'Open d'Australie. Après une nouvelle finale à Anvers où elle fait ses adieux, très émue et une défaite dès le premier tour de l'Open de Varsovie, elle annonce sur son site Internet le 6 mai que sa retraite, initialement prévue en fin de saison, prend effet immédiatement.

### 2009: un retour historique à l'US Open
Le jeudi 26 mars 2009, Kim Clijsters officialise son retour à la compétition prévu pour la tournée américaine avec à son programme les tournois de Cincinnati et de Toronto, puis l'US Open. Elle fait son retour sur les courts le 10 août 2009 après presque deux ans et demi d'absence, et impressionne en écartant successivement Marion Bartoli, treizième joueuse mondiale et récente lauréate du tournoi de Stanford, Patty Schnyder et Svetlana Kuznetsova, sixième joueuse mondiale et titrée à Roland Garros tout juste deux mois et demi auparavant. En quarts de finale, elle finit par s'incliner face à la numéro 1 mondiale, la Russe Dinara Safina.
Elle dispute ensuite l'Open du Canada, où elle s'incline en huitièmes de finale face à la Serbe Jelena Janković (no 6 mondiale), non sans avoir éliminé la Biélorusse Victoria Azarenka, pensionnaire du top 10, au deuxième tour.
Le premier Grand Chelem qu'elle dispute pour son retour à la compétition est l'US Open. À Flushing Meadows, avec une Wild Card (invitation), elle commence par battre Viktoriya Kutuzova puis Marion Bartoli et sa compatriote Kirsten Flipkens. Elle bat ensuite Venus Williams, 3e joueuse au monde, en huitième de finale sur le score étonnant de 6-0, 0-6, 6-4 et dispose rapidement de la Chinoise Li Na, tête de série no 18, en quart.
Elle gagne ensuite contre la numéro 2 mondiale, Serena Williams en demi-finale et s'impose enfin en finale face à l'imprévue Caroline Wozniacki (8e joueuse mondiale), remportant son deuxième US Open. Elle est la seule joueuse à avoir gagné un tournoi du Grand Chelem en tant que W.C, ce que seul avait fait Goran Ivanišević à Wimbledon en 2001. Cette victoire est qualifiée par beaucoup de journalistes comme "historique" dans l'histoire du sport,,,.
Ces trois tournois font du retour de Kim Clijsters un retour gagnant, lui permettant d'établir plusieurs records et premières :
- première mère à remporter un tournoi du Grand Chelem depuis Evonne Goolagong à Wimbledon en 1980 ;
- première joueuse non classée à remporter l'US Open (qui n'avait été remporté que par des joueuses du top 10)[76] ;
- seule joueuse à battre les sœurs Williams deux fois dans un même tournoi (Masters 2002 et US Open 2009) ;
- enfin, elle fait une entrée fracassante dans le top 20 en arrivant directement à la 19e position, le 14 septembre 2009, après la participation à trois tournois, prévue par le règlement de la WTA.

Elle s'aligne en fin de saison au Tournoi de Luxembourg, qu'elle a déjà gagné cinq fois : elle gagne au 1er tour contre Meghann Shaughnessy avant de tomber au 2e face à la trentenaire Patty Schnyder.

### 2010: la confirmation américaine et un troisième Masters
Pour son premier tournoi 2010, Kim Clijsters joue à Brisbane et s'impose en finale face à sa compatriote Justine Henin, de retour à la compétition, en trois sets accrochés et après avoir sauvé deux balles de match dans la manche décisive,. À l'Open d'Australie, elle s'incline au troisième tour devant Nadia Petrova.
À l'Open d'Indian Wells, elle est dispensée de premier tour, puis bat la Tchèque Barbora Strýcová au second tour avant de perdre en 3 sets contre la Russe Alisa Kleybanova.
À l'Open de Miami, elle dispose de plusieurs pensionnaires du top10 lors de l'épreuve (Samantha Stosur, Victoria Azarenka ainsi que l'ancienne numéro un mondial Justine Henin), et l'emporte en finale face à la troisième tête de série, Venus Williams en 2 sets 6-2, 6-1 et moins d'une heure de jeu. La semaine suivante, elle perd au 2e tour face à l'Espagnole Beatriz Garcia-Vidagany à Marbella pour son retour sur la terre battue, trois ans après son dernier match officiel sur cette surface contre Julia Vakulenko.
En avril, en Fed Cup, elle offre le premier point de qualification au groupe mondial pour la Belgique contre l'Estonie mais se blesse au pied, ce qui la force à renoncer aux autres tournois sur terre battue de la saison dont le second Grand Chelem de la saison : Roland-Garros. Elle revient en juin au tournoi sur gazon d'Eastbourne, où elle rencontre au premier tour sa compatriote Yanina Wickmayer et au second tour la Tchèque Lucie Šafářová et s'incline en quarts de finale face à Victoria Azarenka. Dans la foulée, elle annonce qu'elle participera au tournoi de Wimbledon à la fois en simple dames et en double mixte avec son compatriote Xavier Malisse. Lors de l'épreuve londonienne, elle évince successivement Maria Elena Camerin, Karolina Šprem puis les têtes de série Maria Kirilenko et Justine Henin. En quarts de finale, elle est surprise en trois sets par la Russe Vera Zvonareva, qui atteindra la finale de l'épreuve.

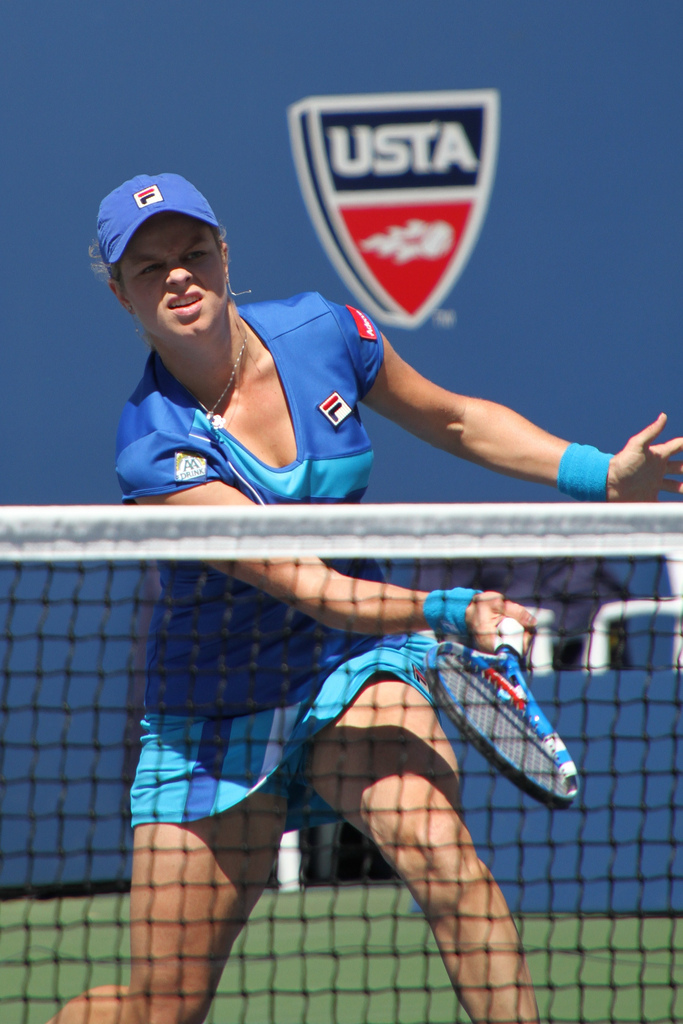
Kim Clijsters à l'US Open en 2010.

Le 15 août, elle s'impose en finale du tournoi de Cincinnati contre Maria Sharapova sur le score de 2-6, 7-64, 6-2, après avoir sauvé trois balles de match. Plus tôt dans l'épreuve, deux anciennes numéro un mondiale, Dinara Safina et Ana Ivanović (blessée) ainsi que Flavia Pennetta ont également été battues par la Belge.
Elle enchaîne avec un quart de finale à Montréal. En conséquence de ces résultats, elle atteint la troisième place du classement WTA, soit son meilleur classement depuis de son retour à la compétition.
À l'US Open 2010, elle hérite du statut de deuxième tête de série et elle atteint aisément les quarts de finale, balayant au passage Ana Ivanović en moins d'une heure, avant de se défaire plus difficilement de Samantha Stosur sur le score de 6-4, 5-7, 6-3. Elle bat ensuite plus difficilement encore Venus Williams sur le score de 4-6, 7-6, 6-4, avant de s'imposer en finale face à la Russe Vera Zvonareva sur le score de 6-2, 6-1 en une heure pile de jeu pour remporter son 3e US Open, dont elle était tenante du titre.
Elle devient la mère la plus titrée à New York et reste invaincue lors de l'épreuve depuis 2003 et avec ses 21 matchs et 3 titres gagnés de suite (en 2005, 2009 et lors de cette édition), elle est la deuxième joueuse auteur de la plus longue série de victoires consécutives dans le tournoi américain derrière Chris Evert (auteur d'une série de 31 matchs et 4 tournois gagnés de suite entre 1975 et 1979).
Juste après son sacre américain, elle se fait enlever des points de beauté à la plante des pieds. La cicatrice évolue mal, s'infecte et la joueuse belge déclare forfait pour la tournée asiatique et notamment pour le tournoi de Pékin.
Elle confirme le 12 octobre que sa participation au Masters, un temps incertaine, n'est pas remise en cause. Elle disputera à Doha son onzième et dernier tournoi de l'année.
Lors des Masters, elle se qualifie aisément pour les demi-finales en s'imposant contre Jelena Janković et Victoria Azarenka en phase de poules (elle perdra néanmoins le troisième match qui l'oppose à Vera Zvonareva et terminera seconde de son groupe, évitant la première tête de série en demies). La joueuse belge parvient à prendre le dessus sur Samantha Stosur en deux sets dans le dernier carré, puis remporte finalement le tournoi face à la numéro un mondiale Caroline Wozniacki dans une rencontre très disputée (6-3, 5-7, 6-3). Clijsters décroche ainsi les troisièmes Masters de sa carrière, après 2002 et 2003. Elle devient la cinquième joueuse de l'histoire du tennis féminin à avoir gagné trois titres ou plus aux Masters, après Chris Evert, Martina Navrátilová, Steffi Graf et Monica Seles. Au terme de ce quarantième succès en simple, le cinquième de sa saison, elle termine l'année à la troisième place du classement WTA.
Le 1er décembre, elle est élue joueuse de l'année par la WTA, titre qu'elle avait remporté en 2005. Quinze jours plus tard, elle reçoit le prix de la presse internationale, le prix ITWA qui tient compte du comportement sur et en dehors des terrains et des relations avec la presse. Elle avait déjà été récompensée en 2003 et 2005 par le même trophée.
Pour la septième fois de sa carrière, elle est également élue « sportive belge de l'année » à Ostende, le 19 décembre.
| Date          | Tournoi              | Lieu         | Catégorie         | Surface      | 2010          | Ultime adversaire       | 2009          |
| ------------- | -------------------- | ------------ | ----------------- | ------------ | ------------- | ----------------------- | ------------- |
| 04/01 - 10/01 | Open de Brisbane     | Brisbane     | International     | Dur          | Victoire      | Justine Henin           | -             |
| 18/01 - 31/01 | Open d'Australie     | Melbourne    | Grand Chelem      | Dur          | 3e tour       | Nadia Petrova           | -             |
| 10/03 - 21/03 | Open d'Indian Wells  | Indian Wells | Premier Mandatory | Dur          | 3e tour       | Alisa Kleybanova        | -             |
| 22/03 - 04/04 | Open de Miami        | Miami        | Premier Mandatory | Dur          | Victoire      | Venus Williams          | -             |
| 05/04 - 11/04 | Open de Marbella     | Marbella     | International     | Terre battue | 2e tour       | Beatriz Garcia-Vidagany | -             |
| 24/04 - 25/04 | Fed Cup              | Hasselt      | ITF               | Terre battue | 1 victoire    | Maret Ani               | -             |
| 24/05 - 06/06 | Roland-Garros        | Paris        | Grand Chelem      | Terre battue | Forfait       |                         | -             |
| 14/06 - 20/06 | Tournoi d'Eastbourne | Eastbourne   | Premier           | Gazon        | 1/4 de finale | Victoria Azarenka       | -             |
| 21/06 - 04/07 | Wimbledon            | Londres      | Grand Chelem      | Gazon        | 1/4 de finale | Vera Zvonareva          | -             |
| 09/08 - 15/08 | Open de Cincinnati   | Cincinnati   | Premier 5         | Dur          | Victoire      | Maria Sharapova         | 1/4 de finale |
| 16/08 - 22/08 | Open du Canada       | Montréal     | Premier 5         | Dur          | 1/4 de finale | Vera Zvonareva          | 3e tour       |
| 30/08 - 12/09 | US Open              | New York     | Grand Chelem      | Dur          | Victoire      | Vera Zvonareva          | Victoire      |
| 04/10 - 10/10 | Open de Chine        | Pékin        | Premier Mandatory | Dur          | Forfait       |                         | -             |
| 26/10 - 31/10 | Masters              | Doha         | Masters           | Dur          | Victoire      | Caroline Wozniacki      | -             |

### 2011: premier sacre à l'Open d'Australie, avant les blessures
Clijsters prépare la saison avec des tournois amicaux. Les exhibitions disputées à Anvers contre Justine Henin et à Bangkok contre Caroline Wozniacki sont autant de succès.
En marge de la saison, elle déclare que l'année 2011 sera peut-être la dernière année complète disputée sur le circuit professionnel.
Contrairement à l'année précédente, elle ne démarre pas la saison à Brisbane qui ne peut accueillir qu'une pensionnaire du top 10 (la locale Samantha Stosur ayant été choisie) et c'est donc à Sydney qu'elle dispute son premier tournoi officiel. Troisième tête de série, elle élimine successivement Alexandra Dulgheru et Barbora Záhlavová Strýcová, tombeuse de Nadia Petrova au premier tour. En quarts de finale, elle évince la tête de série no 7 Victoria Azarenka 6-3, 6-2 puis elle bat la Russe Alisa Kleybanova en 3 sets accrochés. En finale, elle doit s'incliner 7-6, 6-3 face à la Chinoise Li Na, qui met fin à une série de 6 finales gagnées consécutivement depuis son retour durant l'été 2009.
La semaine suivante, elle entame le premier tournoi du Grand Chelem, l'Open d'Australie, avec le statut de tête de série no 3 et par un succès contre l'ancienne no 1 mondiale, la Russe Dinara Safina, sans concéder le moindre jeu. Elle devient la première joueuse de l'ère Open à battre une ancienne no 1 mondiale dans un tournoi du Grand Chelem sur le score de 6-0, 6-0. Elle bat ensuite Carla Suárez Navarro en ne concédant que quatre jeux.
Elle élimine ensuite successivement Alizé Cornet, Ekaterina Makarova (qui avait battu Ana Ivanović et Nadia Petrova plus tôt dans le tournoi) et Agnieszka Radwańska, douzième tête de série de l'épreuve.
Elle atteint la finale du tournoi sans concéder le moindre set grâce à une victoire contre la no 2 mondiale, la Russe Vera Zvonareva sur un double 6-3. Cette victoire lui permet de récupérer la seconde place mondiale à l'issue du tournoi, soit son meilleur classement depuis son retour à la compétition. Le samedi 29 janvier, Clijsters remporte l'Open d'Australie face à Li Na 3-6, 6-3, 6-3, son quatrième titre du grand chelem en simple, son second consécutivement après sa victoire à New York.

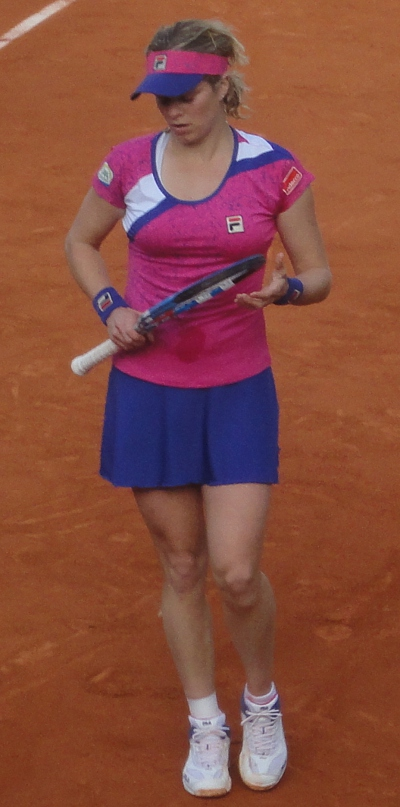
Kim Clijsters à Roland-Garros en 2011

Quelques jours après son sacre australien, elle dispute les quarts de finale de la Fed Cup, où elle défend les couleurs de sa nation qui rencontre les États-Unis. Elle s'impose lors de la première journée face à Melanie Oudin sur le score de 6-0, 6-4. Le lendemain, elle entérine la qualification de son pays (3-0) en signant une victoire contre Bethanie Mattek-Sands 6-7, 6-2, 6-1. Elle se rend ensuite à Paris pour disputer l'Open Gaz de France. Dans son premier match, elle s'impose difficilement face à l'Allemande Kristina Barrois 4-6, 6-2, 6-0.
En quarts de finale, elle s'impose 6-3, 6-0 contre l'Australienne Jelena Dokić, un résultat qui lui permet de redevenir, cinq ans après, no 1 mondiale du classement WTA à l'issue du tournoi. Elle devient la première mère de famille à inscrire son nom en haut de la hiérarchie. Le lendemain, elle bat Kaia Kanepi, troisième tête de série, sur le score de 6-1, 7-5, et atteint sa cinquième finale de suite sur le circuit, où elle s'incline face à la jeune Tchèque Petra Kvitová, no 18 mondiale, sur le score de 6-4, 6-3. La semaine suivante, Caroline Wozniacki reprend son bien en gagnant le tournoi de Dubaï.
La no 2 mondiale dispute en mars le tournoi d'Indian Wells, elle s'impose contre Alla Kudryavtseva et Sara Errani. À l'issue de cette victoire, elle confie souffrir de l'épaule droite depuis le tournoi de Paris. En huitièmes de finale, elle abandonne lors du cinquième jeu du second set face à la Française Marion Bartoli après avoir remporté la première manche.
Un temps incertaine, elle participe néanmoins au tournoi de Miami mais s'incline en quarts de finale contre la future vainqueur Victoria Azarenka. La veille, elle avait signé sa 501e victoire sur le circuit WTA en éliminant Ana Ivanović dans le jeu décisif de l'ultime set après avoir été menée 1-5 , 0-40 et sauvé cinq balles de match.
Blessée à l'épaule et au poignet droit, elle est contrainte à 6 semaines de repos et déclare forfait pour la demi-finale de la Fed Cup et le tournoi de Madrid. Entre-temps, elle se blesse également à la cheville droite lors du mariage de son cousin et ne prend finalement part à aucun tournoi sur terre battue précédant Roland Garros.
Elle dispute le tournoi parisien pour la première fois depuis 2006. Avec le statut de tête de série no 2, elle s'incline au second tour face à la Néerlandaise Arantxa Rus 114e mondiale après avoir concédé deux balles de match. Il s'agissait là de son cinquième match disputé sur terre battue en cinq années.
Elle dispute quelques semaines plus tard le tournoi de Rosmalen mais s'incline au second tour contre Romina Oprandi. Le lendemain, elle annonce par communiqué son forfait pour le tournoi de Wimbledon des suites d'une nouvelle blessure à la cheville occasionnée à l'occasion de cette rencontre.
Elle effectue son retour à Toronto mais doit pour la troisième fois de la saison abandonner à cause d'une déchirure aux abdomimaux après avoir gagné le premier set contre la chinoisie Zheng Jie. Cette blessure la contraint à déclarer forfait pour le tournoi de Cincinnati et puis pour l'US Open, dont elle était double tenante du titre (21 succès de rang). Elle annonce qu'elle met fin à sa saison afin de pouvoir se rétablir correctement et se préparer au mieux pour la saison 2012 (sa dernière sur le circuit) avec en perspective les Jeux olympiques de Londres. En marge de cette annonce, elle déclare également que Carl Maes qui avait rejoint son staff durant la saison, redevient son entraineur.
Le 8 décembre, après quatre mois loin du circuit, Clijsters désormais 13e au classement, retourne sur les courts par une victoire face à la numéro un mondiale, Caroline Wozniacki, sur le score de 6-2, 7-6 (7-5) à l'occasion d'un match exhibition aux Diamond Games d'Anvers.
| Date          | Tournoi                  | Lieu         | Catégorie         | Surface      | 2011          | Ultime adversaire | 2010          |
| ------------- | ------------------------ | ------------ | ----------------- | ------------ | ------------- | ----------------- | ------------- |
| 09/01 - 15/01 | Internationaux de Sydney | Sydney       | Premier           | Dur          | Finale        | Li Na             | -             |
| 17/01 - 30/01 | Open d'Australie         | Melbourne    | Grand Chelem      | Dur          | Victoire      | Li Na             | 3e tour       |
| 07/02 - 13/02 | Open Gaz de France       | Paris        | Premier           | Dur          | Finale        | Petra Kvitová     | -             |
| 09/03 - 20/03 | Open d'Indian Wells      | Indian Wells | Premier Mandatory | Dur          | 1/8 de finale | Marion Bartoli    | 3e tour       |
| 21/03 - 03/04 | Open de Miami            | Miami        | Premier Mandatory | Dur          | 1/4 de finale | Victoria Azarenka | Victoire      |
| 22/05 - 05/06 | Roland-Garros            | Paris        | Grand Chelem      | Terre battue | 2e tour       | Arantxa Rus       | -             |
| 13/06 - 18/06 | Open de Bois-le-Duc      | Bois-le-Duc  | International     | Gazon        | 2e tour       | Romina Oprandi    | -             |
| 20/06 - 03/07 | Wimbledon                | Londres      | Grand Chelem      | Gazon        | Forfait       |                   | 1/4 de finale |
| 08/08 - 14/08 | Open du Canada           | Montréal     | Premier 5         | Dur          | 2e tour       | Zheng Jie         | -             |
| 15/08 - 21/08 | Open de Cincinnati       | Cincinnati   | Premier 5         | Dur          | Forfait       |                   | Victoire      |
| 30/08 - 13/09 | US Open                  | New York     | Grand Chelem      | Dur          | Forfait       |                   | Victoire      |

### 2012: retraite
Kim effectue son retour en tournoi officiel le 1er janvier à l'occasion du tournoi de Brisbane où elle bat la Roumaine Simona Halep en deux sets. Elle enchaîne ensuite par une victoire en trois manches contre Ana Ivanović, et se qualifie pour les demi-finales en battant Iveta Benešová, ne lui concédant que 5 jeux. En demi-finale, elle remporte le premier set 7-64 contre Daniela Hantuchová (qui avait profité du forfait de Serena Williams en quarts) mais lors de la seconde manche, alors qu'elle est menée 3-1, elle est contrainte à l'abandon à cause d'une blessure à la hanche. Il s'agit de sa première défaite en 10 affrontements face à la Slovaque.
Elle dispute ensuite l'Open d'Australie 2012 avec le statut de 11e tête de série. Elle dispose aux premiers tours de Maria João Köhler et Stéphanie Foretz en deux sets, elle élimine ensuite Daniela Hantuchová (20e tête de série) sur le score de 6-3, 6-2. Elle domine Li Na (5e tête de série) sur le score de 4-6, 7-66, 6-4 après avoir sauvé quatre balles de match d'affilée au tie-break et s'être tordue la cheville à 3-3 au premier set. Souffrant d'une entorse à la cheville gauche, elle décide de poursuivre le parcours, justifiant qu'il s'agit de son dernier Open d'Australie,. En quarts de finale, elle bat la numéro 1 mondiale Caroline Wozniacki sur le score de 6-3, 7-64. Elle s'incline finalement en demi-finale contre la Biélorusse Victoria Azarenka (3e tête de série) dans un match très disputé (4-6, 6-1, 3-6), laissant à cette dernière l'opportunité de disputer et de remporter sa première finale dans un tournoi du Grand Chelem. Par la suite, Clijsters qui était alors 14e mondiale chute à la 30e place. La veille de cette défaite, elle officialise son forfait pour le match de quart de finale de Fed Cup opposant la Belgique à la Serbie. Pas suffisamment remise de son entorse à la cheville gauche, elle est contrainte à renoncer au tournoi d'Indian Wells.
Elle effectue son retour à Miami. Après des victoires sur Jarmila Gajdošová et Julia Görges (14e joueuse mondiale), elle s'incline au 3e tour contre sa compatriote et amie Yanina Wickmayer. Avouant qu'elle est diminuée par une ancienne blessure aux abdominaux et qu'elle s'est occasionnée une déchirure à la hanche synonyme de 4 semaines d'indisponibilité, elle déclare "J'ai comme l'impression qu'il n'y a pas de solution pour mes pépins physiques" mais réfute les rumeurs qui la verraient ranger ses raquettes immédiatement, Le 17 avril, elle annonce que la guérison de sa hanche évolue plus lentement que prévu et que par conséquent elle doit une nouvelle fois faire l'impasse sur la saison sur terre battue dont Roland Garros. Elle effectue son retour à Rosmalen. Au premier tour, elle s'impose en trois sets face à Romina Oprandi, contre qui elle s'était blessée et inclinée l'année dernière. S'ensuivent des victoires en deux manches face à Kateryna Bondarenko et Francesca Schiavone mais elle confie avoir souffert des abdominaux durant ses deux matchs et privilégie déclarer forfait avant sa demi-finale contre Urszula Radwańska, deux jours avant Wimbledon,,. En marge de cette annonce, elle confirme que sa carrière en tournoi se clôturera à l'US Open.
À Londres, elle s'impose au premier tour face à l'ancienne numéro 1 mondial Jelena Janković, 18e tête de série, en deux sets. Elle confie malgré tout souffrir des abdominaux. S'ensuivent des victoires sur Andrea Hlaváčková et Vera Zvonareva (12ejoueuse mondiale). Angelique Kerber (WTA 8) met fin à son parcours au stade des huitièmes de finale. À l'issue de son dernier Wimbledon, son staff médical détecte une déchirure de 1,2 cm aux abdominaux, mais confirme sa participation pour les Jeux olympiques.
Pour ses uniques olympiades, elle dispose de Roberta Vinci, Carla Suarez Navarro et Ana Ivanovic (WTA 12) sans perdre de set mais est éliminée en quarts de finale par la future médaillée d'argent, la Russe Maria Sharapova sur le score de 6-2, 7-5.
Elle dispute son 7e tournoi de l'année et met un terme à sa carrière à l'occasion de l'US Open de tennis 2012. Pour l'occasion, elle dispute exceptionnellement la compétition en double (avec son amie Kirsten Flipkens) et en double mixte (aux côtés de Bob Bryan).
Sa dernière victoire sur le circuit (également la 22e consécutive à New York) s'opère contre la jeune Victoria Duval sur le score de 6-3, 6-1 au premier tour et sa carrière en simple se termine par une défaite au second tour des œuvres de la révélation du tournoi, la Britannique Laura Robson 7-6, 7-6. Elle s'incline également au deuxième tour en double mixte et au premier lors du double. Elle termine sa carrière à la vingtième place du classement WTA en simple.
Une fin de carrière synonyme de nombreux hommages de ses pairs,,,,,.
 (mai 2015).
Roger Federer: «Quelle championne ! Elle a toujours pris le temps pour moi. Il va sans dire que nous nous apprécions énormément. J’ai toujours aimé la suivre. Elle fut une grande athlète, une grande joueuse, toujours charmante. Je suis heureux que le succès ne l’ait jamais changée. Elle est toujours restée naturelle. Là, j’ai l’impression qu’elle est en paix. Heureuse. Et soulagée aussi. Je suis content pour elle.» «J’étais très triste et aussi étonné lorsqu’elle avait pris une première fois sa retraite. Et j’ai été si heureux lorsqu’elle annonça son retour. Et quel retour avec cette victoire à l’US Open après la naissance de sa fille ! Maintenant, je peux tout à fait m’identifier à elle».
Serena Williams: «Perdre Kim, c'est vraiment dur. Je l'ai vue hier, et je l'ai juste serrée très fort dans mes bras. Mes yeux sont devenus humides…»
Andy Roddick: « Le tennis t'aime»
Angélique Kerber: «Tristes nouvelles avec les retraites de Kim Clijsters et Andy Roddick. Ils sont tous les deux de grands champions. Je leur souhaite le meilleur. Ils vont manquer!!!»
Rafael Nadal: «Une bonne amie quitte le circuit aujourd'hui et raccroche sa raquette. Kim, je te souhaite le meilleur!»
Amélie Mauresmo: «Elle est sympa, ouverte, nature, spontanée mais en même temps c'est une grande championne», «c'était une figure du tennis des 10 dernières années" et "une joueuse spectaculaire".
Sania Mirza: « Cela a été un plaisir d'avoir l'occasion de te connaître et de te regarder jouer. Je te souhaite beaucoup de bonheur…» «Tu étais une de nos principales ambassadrices»
Elena Vesnina: « Je te souhaite beaucoup de bonheur et d'amour dans ta nouvelle vie». «Le circuit perd non seulement une de ses meilleures joueuses, mais aussi une des plus amicales et des plus gentilles. On, est tous tristes de te voir partir. Je t'admirerai toujours»
Vania King: « Kim, tu es une source d'inspiration pour nous tous, merci d'être restée dans le sport aussi longtemps »
Na Li: « Quand elle m'a battue en finale à Melbourne, je me suis demandée ce qui se passait. Tout le monde était tellement heureux pour Kim »
Rennae Stubbs: « Il n'y aura jamais plus une joueuse aussi spontanée auprès des autres joueuses, des médias et des supporters que Kim Clijsters »
Laura Robson: « Depuis de nombreuses années tu as été une source d'inspiration, déjà quand je regardais la télévision. »
Carl Maes(son coach): « L'inévitable… le rideau est tombé… Tu restes une brillante étoile pour nous tous. Merci Kim. »
Lisa Raymond: « C'est l'une des plus grandes ambassadrices de notre sport… Ce fut un privilège, tu vas nous manquer »
Ses sponsors Fila: « Tu nous as inspirés comme joueuse, comme une championne, comme une mère et comme modèle partout à travers le monde »
… et Babolat: « Cela a été une grande aventure, cela n'aurait pas pu être mieux… ».
Le 1er décembre, elle est élue pour la 8e fois joueuse la plus fair-play de la saison. Elle partage ce record avec Roger Federer, sacré lui joueur le plus fair-play de la saison lors de la même soirée.
| Date          | Tournoi             | Lieu         | Catégorie         | Surface | 2012       | Ultime adversaire  | 2011          |
| ------------- | ------------------- | ------------ | ----------------- | ------- | ---------- | ------------------ | ------------- |
| 01/01 - 08/01 | Open de Brisbane    | Brisbane     | International     | Dur     | 1/2 finale | Daniela Hantuchová | -             |
| 16/01 - 29/01 | Open d'Australie    | Melbourne    | Grand Chelem      | Dur     | 1/2 finale | Victoria Azarenka  | Victoire      |
| 07/03 - 18/03 | Open d'Indian Wells | Indian Wells | Premier Mandatory | Dur     | Forfait    |                    | 1/8 de finale |
| 20/03 - 01/04 | Open de Miami       | Miami        | Premier Mandatory | Dur     | 3e tour    | Yanina Wickmayer   | 1/4 de finale |

### 2020: retour à la compétition
Kim Clijsters fait son retour à la compétition après 7 ans d'absence sur le circuit en février 2020 au tournoi de Dubaï. Elle affronte au premier tour la no 16 mondiale Garbiñe Muguruza, récente finaliste de l'Open d'Australie. Après un premier set perdu 2-6 où elle réalise de nombreuses fautes, elle parvient à mettre son adversaire en difficulté et la pousse au tie-break qu'elle perd (6-8). Elle participe ensuite au tournoi de Monterrey où elle est éliminée au premier tour par la tête de série no 2, la Britannique Johanna Konta (3-6, 5-7).
La saison est suspendue à cause de la pandémie de Covid-19 à partir du 9 mars 2020 jusqu'au 3 août 2020. Pendant le mois de juillet, Kim Clijsters participe au World Team Tennis aux États-Unis dans l'équipe des New York Empire qui remporte la compétition.
Lors de la reprise de la WTA, elle est invitée au tournoi de Cincinnati mais déclare forfait à cause d'une blessure aux abdominaux.
En 2021, elle participe à deux tournois, à Chicago et Indian Wells où elle s'incline dès son entrée en lice.
En avril 2022, elle annonce qu'elle se retire définitivement du circuit professionnel pour se consacrer à sa famille.

### Particularités
En 2009, elle répond favorablement à une sollicitation de Steffi Graf, son idole, qui lui demande de venir disputer un tournoi exhibition destiné à l'inauguration du toit rétractable à Wimbledon. Pour tenter d'y faire bonne figure, elle s'entraîne et avouera plus tard avoir repris goût à la compétition à cette occasion.
Elle a toujours été appréciée sur le circuit. Sa sympathie hors des courts et sa sportivité sur le terrain lui vaudront plusieurs trophées de « joueuse la plus fair-play du circuit » décernés par ses concurrentes à 8 reprises, un record.
Très populaire à travers le monde en raison de son jeu, de son comportement sur et en dehors des courts ainsi que de sa vie extra-sportive, elle possède plusieurs sobriquets aux antipodes de la planète. Elle est ainsi affectueusement surnommée « Kimmeke » dans son pays natal et « Aussie Kim » (« Kim l'Australienne ») en Océanie. Durant sa seconde carrière, elle gagnera les surnoms de « Comeback Queen of tennis » et « Super Mom » aux États-Unis.
Si l'on excepte les saisons 2000 et 2001 où elle fut sponsorisée par Nike, elle est restée fidèle à son sponsor principal, Fila. Elle utilise des raquettes Babolat depuis le début de sa carrière professionnelle.
Elle a été entraînée de 1992 à 1996 par Bart Van Kerckhove puis par Carl Maes durant six années. De 2002 à 2005, elle travaille aux côtés de Marc Dehous. De son retour en août 2009 jusqu'en 2011, son entraîneur a été Wim Fissette avant que Carl Maes ne reprenne une dernière fois le flambeau.
Depuis août 2009, elle a confié son management à Bob Verbeeck, fondateur et directeur du tournoi d'Anvers.
Elle arbore des tenues spéciales durant les levées du Grand Chelem en 2011. Lors de l'Open d'Australie, elle est toute de vert vêtue en hommage à l'habillement que portait Goolagong lors de sa victoire historique à Wimbledon en 1980. À Roland Garros, elle porte la même tenue que celle de Monica Seles lorsque celle-ci fut vainqueur du tournoi vingt ans plus tôt.
En 2010, une poupée Barbie a été conçue à son effigie, elle est la première athlète féminine prise pour modèle.
L'astéroïde 11947 porte son nom.
Elle devient l'un des deux coach de Kirsten Flipkens, durant la saison 2013.

## Palmarès

### Titres en simple dames
| No | Date       | Nom et lieu du tournoi                        | Catégorie | Dotation     | Surface         | Finaliste              | Score          |          |
| -- | ---------- | --------------------------------------------- | --------- | ------------ | --------------- | ---------------------- | -------------- | -------- |
| 1  | 20-09-1999 | SEAT Open, Luxembourg                         | Tier III  | 180 000 $    | Moquette (int.) | Dominique Monami       | 6-2, 6-2       | Parcours |
| 2  | 10-01-2000 | ANZ Tasmanian International, Hobart           | Tier IVb  | 110 000 $    | Dur (ext.)      | Chanda Rubin           | 2-6, 6-2, 6-2  | Parcours |
| 3  | 30-10-2000 | Sparkassen Cup, Leipzig                       | Tier II   | 535 000 $    | Moquette (int.) | Elena Likhovtseva      | 7-66, 4-6, 6-4 | Parcours |
| 4  | 23-07-2001 | Bank of the West Classic, Stanford            | Tier II   | 565 000 $    | Dur (ext.)      | Lindsay Davenport      | 6-4, 6-75, 6-1 | Parcours |
| 5  | 24-09-2001 | Sparkassen Cup International GP, Leipzig      | Tier II   | 565 000 $    | Moquette (int.) | Magdalena Maleeva      | 6-1, 6-1       | Parcours |
| 6  | 22-10-2001 | SEAT Open, Luxembourg                         | Tier III  | 170 000 $    | Dur (int.)      | Lisa Raymond           | 6-2, 6-2       | Parcours |
| 7  | 30-04-2002 | Betty Barclay Cup, Hambourg                   | Tier II   | 585 000 $    | Terre (ext.)    | Venus Williams         | 1-6, 6-3, 6-4  | Parcours |
| 8  | 07-10-2002 | Porsche Grand Prix, Filderstadt               | Tier II   | 625 000 $    | Dur (int.)      | Daniela Hantuchová     | 4-6, 6-3, 6-4  | Parcours |
| 9  | 21-10-2002 | SEAT Open, Luxembourg                         | Tier III  | 225 000 $    | Dur (int.)      | Magdalena Maleeva      | 6-1, 6-2       | Parcours |
| 10 | 04-11-2002 | Home Depot Championships, Los Angeles         | Masters   | 3 000 000 $  | Dur (int.)      | Serena Williams        | 7-5, 6-3       | Parcours |
| 11 | 06-01-2003 | Adidas International, Sydney                  | Tier II   | 585 000 $    | Dur (ext.)      | Lindsay Davenport      | 6-4, 6-3       | Parcours |
| 12 | 03-03-2003 | Pacific Life Open, Indian Wells               | Tier I    | 2 100 000 $  | Dur (ext.)      | Lindsay Davenport      | 6-4, 7-5       | Parcours |
| 13 | 12-05-2003 | Telecom Italia Masters, Rome                  | Tier I    | 1 300 000 $  | Terre (ext.)    | Amélie Mauresmo        | 3-6, 7-63, 6-0 | Parcours |
| 14 | 16-06-2003 | Ordina Open, Bois-le-Duc                      | Tier III  | 170 000 $    | Gazon (ext.)    | Justine Henin Hardenne | 6-7, 3-0, ab.  | Parcours |
| 15 | 21-07-2003 | Bank of the West Classic, Stanford            | Tier II   | 635 000 $    | Dur (ext.)      | Jennifer Capriati      | 4-6, 6-4, 6-2  | Parcours |
| 16 | 04-08-2003 | JPMorgan Chase Open by Audi, Los Angeles      | Tier II   | 635 000 $    | Dur (ext.)      | Lindsay Davenport      | 6-1, 3-6, 6-1  | Parcours |
| 17 | 06-10-2003 | Porsche Tennis Grand Prix, Filderstadt        | Tier II   | 650 000 $    | Dur (int.)      | Justine Henin Hardenne | 5-7, 6-4, 6-2  | Parcours |
| 18 | 20-10-2003 | SEAT Open, Luxembourg                         | Tier III  | 225 000 $    | Dur (int.)      | Chanda Rubin           | 6-2, 7-5       | Parcours |
| 19 | 03-11-2003 | Tour Championships by Porsche, Los Angeles    | Masters   | 3 000 000 $  | Dur (int.)      | Amélie Mauresmo        | 6-2, 6-0       | Parcours |
| 20 | 09-02-2004 | Open Gaz de France, Paris                     | Tier II   | 585 000 $    | Moquette (int.) | Mary Pierce            | 6-2, 6-1       | Parcours |
| 21 | 16-02-2004 | Proximus Diamond Games, Anvers                | Tier II   | 585 000 $    | Moquette (int.) | Silvia Farina          | 6-3, 6-0       | Parcours |
| 22 | 07-03-2005 | Pacific Life Open, Indian Wells               | Tier I    | 2 100 000 $  | Dur (ext.)      | Lindsay Davenport      | 6-4, 4-6, 6-2  | Parcours |
| 23 | 23-03-2005 | NASDAQ-100 Open, Miami                        | Tier I    | 3 115 000 $  | Dur (ext.)      | Maria Sharapova        | 6-3, 7-5       | Parcours |
| 24 | 13-06-2005 | Hastings Direct Championships, Eastbourne     | Tier II   | 585 000 $    | Gazon (ext.)    | Vera Dushevina         | 7-5, 6-0       | Parcours |
| 25 | 25-07-2005 | Bank of the West Classic, Stanford            | Tier II   | 585 000 $    | Dur (ext.)      | Venus Williams         | 7-5, 6-2       | Parcours |
| 26 | 08-08-2005 | JPMorgan Chase Open by Herbalife, Los Angeles | Tier II   | 585 000 $    | Dur (ext.)      | Daniela Hantuchová     | 6-4, 6-1       | Parcours |
| 27 | 15-08-2005 | Coupe Rogers American Express, Toronto        | Tier I    | 1 300 000 $  | Dur (ext.)      | Justine Henin Hardenne | 7-5, 6-1       | Parcours |
| 28 | 29-08-2005 | US Open, Flushing Meadows                     | G. Chelem | 7 147 042 $  | Dur (ext.)      | Mary Pierce            | 6-3, 6-1       | Parcours |
| 29 | 26-09-2005 | FORTIS Championships, Luxembourg              | Tier II   | 585 000 $    | Dur (int.)      | Anna-Lena Grönefeld    | 6-2, 6-4       | Parcours |
| 30 | 24-10-2005 | Gaz de France Stars, Hasselt                  | Tier III  | 170 000 $    | Moquette (int.) | Francesca Schiavone    | 6-2, 6-3       | Parcours |
| 31 | 01-05-2006 | J&S Cup, Varsovie                             | Tier II   | 600 000 $    | Terre (ext.)    | Svetlana Kuznetsova    | 7-5, 6-2       | Parcours |
| 32 | 25-07-2006 | Bank of the West Classic, Stanford            | Tier II   | 600 000 $    | Dur (ext.)      | Patty Schnyder         | 6-4, 6-2       | Parcours |
| 33 | 30-10-2006 | Gaz de France Stars, Hasselt                  | Tier III  | 175 000 $    | Moquette (int.) | Kaia Kanepi            | 6-3, 3-6, 6-4  | Parcours |
| 34 | 08-01-2007 | Medibank International, Sydney                | Tier II   | 600 000 $    | Dur (ext.)      | Jelena Janković        | 4-6, 7-61, 6-4 | Parcours |
| 35 | 31-08-2009 | US Open, Flushing Meadows                     | G. Chelem | 9 756 000 $  | Dur (ext.)      | Caroline Wozniacki     | 7-5, 6-3       | Parcours |
| 36 | 04-01-2010 | Brisbane International, Brisbane              | Intern'l  | 220 000 $    | Dur (ext.)      | Justine Henin          | 6-3, 4-6, 7-66 | Parcours |
| 37 | 23-03-2010 | Sony Ericsson Open, Miami                     | PREMIER*  | 4 500 000 $  | Dur (ext.)      | Venus Williams         | 6-2, 6-1       | Parcours |
| 38 | 09-08-2010 | Western & Southern Open, Cincinnati           | Premier 5 | 2 000 000 $  | Dur (ext.)      | Maria Sharapova        | 2-6, 7-64, 6-2 | Parcours |
| 39 | 30-08-2010 | US Open, Flushing Meadows                     | G. Chelem | 10 258 000 $ | Dur (ext.)      | Vera Zvonareva         | 6-2, 6-1       | Parcours |
| 40 | 26-10-2010 | WTA Championships, Doha                       | Masters   | 4 550 000 $  | Dur (ext.)      | Caroline Wozniacki     | 6-3, 5-7, 6-3  | Parcours |
| 41 | 17-01-2011 | Australian Open, Melbourne                    | G. Chelem | 10 366 780 $ | Dur (ext.)      | Li Na                  | 3-6, 6-3, 6-3  | Parcours |

### Finales en simple dames
| No | Date       | Nom et lieu du tournoi                 | Catégorie | Dotation    | Surface         | Vainqueure             | Score           |          |
| -- | ---------- | -------------------------------------- | --------- | ----------- | --------------- | ---------------------- | --------------- | -------- |
| 1  | 18-10-1999 | Eurotel Slovak Open, Bratislava        | Tier IVb  | 110 000 $   | Dur (int.)      | Amélie Mauresmo        | 6-3, 6-3        | Parcours |
| 2  | 02-10-2000 | Porsche Tennis Grand Prix, Filderstadt | Tier II   | 535 000 $   | Dur (int.)      | Martina Hingis         | 6-0, 6-3        | Parcours |
| 3  | 05-03-2001 | Tennis Masters Series, Indian Wells    | Tier I    | 2 050 000 $ | Dur (ext.)      | Serena Williams        | 4-6, 6-4, 6-2   | Parcours |
| 4  | 28-05-2001 | Roland-Garros, Paris                   | G. Chelem | 3 745 147 $ | Terre (ext.)    | Jennifer Capriati      | 1-6, 6-4, 12-10 | Parcours |
| 5  | 18-06-2001 | Heineken Trophy, Bois-le-Duc           | Tier III  | 170 000 $   | Gazon (ext.)    | Justine Henin          | 6-4, 3-6, 6-3   | Parcours |
| 6  | 22-07-2002 | Bank of the West Classic, Stanford     | Tier II   | 585 000 $   | Dur (ext.)      | Venus Williams         | 6-3, 6-3        | Parcours |
| 7  | 16-09-2002 | Toyota Princess Cup, Tokyo             | Tier II   | 585 000 $   | Dur (ext.)      | Serena Williams        | 2-6, 6-3, 6-3   | Parcours |
| 8  | 10-02-2003 | Proximus Diamond Games, Anvers         | Tier II   | 585 000 $   | Moquette (int.) | Venus Williams         | 6-2, 6-4        | Parcours |
| 9  | 24-02-2003 | State Farm Classic, Scottsdale         | Tier II   | 585 000 $   | Dur (ext.)      | Ai Sugiyama            | 3-6, 7-5, 6-4   | Parcours |
| 10 | 05-05-2003 | MasterCard German Open, Berlin         | Tier I    | 1 262 000 $ | Terre (ext.)    | Justine Henin Hardenne | 6-4, 4-6, 7-5   | Parcours |
| 11 | 26-05-2003 | Roland-Garros, Paris                   | G. Chelem | 6 225 054 $ | Terre (ext.)    | Justine Henin Hardenne | 6-0, 6-4        | Parcours |
| 12 | 28-07-2003 | Acura Classic, San Diego               | Tier II   | 1 000 000 $ | Dur (ext.)      | Justine Henin Hardenne | 3-6, 6-2, 6-3   | Parcours |
| 13 | 25-08-2003 | US Open, Flushing Meadows              | G. Chelem | 6 682 980 $ | Dur (ext.)      | Justine Henin Hardenne | 7-5, 6-1        | Parcours |
| 14 | 19-01-2004 | Australian Open, Melbourne             | G. Chelem | 5 590 310 $ | Dur (ext.)      | Justine Henin Hardenne | 6-3, 4-6, 6-3   | Parcours |
| 15 | 13-02-2006 | Diamond Proximus Games, Anvers         | Tier II   | 600 000 $   | Moquette (int.) | Amélie Mauresmo        | 3-6, 6-3, 6-3   | Parcours |
| 16 | 31-07-2006 | Acura Classic, San Diego               | Tier I    | 1 340 000 $ | Dur (ext.)      | Maria Sharapova        | 7-5, 7-5        | Parcours |
| 17 | 12-02-2007 | Proximus Diamond Games, Anvers         | Tier II   | 600 000 $   | Moquette (int.) | Amélie Mauresmo        | 6-4, 7-64       | Parcours |
| 18 | 09-01-2011 | Medibank International, Sydney         | Premier   | 618 000 $   | Dur (ext.)      | Li Na                  | 7-63, 6-3       | Parcours |
| 19 | 07-02-2011 | Open GDF Suez, Paris                   | Premier   | 618 000 $   | Dur (int.)      | Petra Kvitová          | 6-4, 6-3        | Parcours |

### Titres en double dames
| No | Date       | Nom et lieu du tournoi          | Catégorie | Dotation    | Surface         | Partenaire        | Finalistes                          | Score          |          |
| -- | ---------- | ------------------------------- | --------- | ----------- | --------------- | ----------------- | ----------------------------------- | -------------- | -------- |
| 1  | 18-10-1999 | Eurotel Slovak Open Bratislava  | Tier IVb  | 110 000 $   | Dur (int.)      | Laurence Courtois | Olga Barabanschikova Lilia Osterloh | 6-2, 3-6, 7-5  | Parcours |
| 2  | 15-05-2000 | Mexx Sport Benelux Open Anvers  | Tier IVa  | 140 000 $   | Terre (ext.)    | Sabine Appelmans  | Jennifer Hopkins Petra Rampre       | 6-1, 6-1       | Parcours |
| 3  | 05-08-2002 | JPMorgan Chase Open Los Angeles | Tier II   | 585 000 $   | Dur (ext.)      | Jelena Dokić      | Daniela Hantuchová Ai Sugiyama      | 6-3, 6-3       | Parcours |
| 4  | 21-10-2002 | SEAT Open Luxembourg            | Tier III  | 225 000 $   | Dur (int.)      | Janette Husárová  | Květa Hrdličková Barbara Rittner    | 4-6, 6-3, 7-5  | Parcours |
| 5  | 06-01-2003 | Adidas International Sydney     | Tier II   | 585 000 $   | Dur (ext.)      | Ai Sugiyama       | Conchita Martínez Rennae Stubbs     | 6-3, 6-3       | Parcours |
| 6  | 10-02-2003 | Proximus Diamond Games Anvers   | Tier II   | 585 000 $   | Moquette (int.) | Ai Sugiyama       | Nathalie Dechy Émilie Loit          | 6-2, 6-0       | Parcours |
| 7  | 24-02-2003 | State Farm Classic Scottsdale   | Tier II   | 585 000 $   | Dur (ext.)      | Ai Sugiyama       | Lindsay Davenport Lisa Raymond      | 6-1, 6-4       | Parcours |
| 8  | 26-05-2003 | Roland-Garros Paris             | G. Chelem | 6 225 054 $ | Terre (ext.)    | Ai Sugiyama       | Virginia Ruano Pascual Paola Suárez | 6-75, 6-2, 9-7 | Parcours |
| 9  | 23-06-2003 | The Championships Wimbledon     | G. Chelem | 6 246 871 $ | Gazon (ext.)    | Ai Sugiyama       | Virginia Ruano Pascual Paola Suárez | 6-4, 6-4       | Parcours |
| 10 | 28-07-2003 | Acura Classic San Diego         | Tier II   | 1 000 000 $ | Dur (ext.)      | Ai Sugiyama       | Lindsay Davenport Lisa Raymond      | 6-4, 7-5       | Parcours |
| 11 | 13-10-2003 | Swisscom Challenge Zurich       | Tier I    | 1 300 000 $ | Dur (int.)      | Ai Sugiyama       | Virginia Ruano Pascual Paola Suárez | 7-63, 6-2      | Parcours |

### Finales en double dames
| No | Date       | Nom et lieu du tournoi                    | Catégorie | Dotation    | Surface         | Vainqueures                         | Partenaire          | Score           |          |
| -- | ---------- | ----------------------------------------- | --------- | ----------- | --------------- | ----------------------------------- | ------------------- | --------------- | -------- |
| 1  | 10-01-2000 | ANZ Tasmanian International Hobart        | Tier IVb  | 110 000 $   | Dur (ext.)      | Rita Grande Émilie Loit             | Alicia Molik        | 6-2, 2-6, 6-3   | Parcours |
| 2  | 30-10-2000 | Sparkassen Cup Leipzig                    | Tier II   | 535 000 $   | Moquette (int.) | Arantxa Sánchez Anne-Gaëlle Sidot   | Laurence Courtois   | 6-76, 7-5, 6-3  | Parcours |
| 3  | 26-02-2001 | State Farm Classic Scottsdale             | Tier II   | 565 000 $   | Dur (ext.)      | Lisa Raymond Rennae Stubbs          | Meghann Shaughnessy | Forfait         | Parcours |
| 4  | 18-06-2001 | Heineken Trophy Bois-le-Duc               | Tier III  | 170 000 $   | Gazon (ext.)    | Ruxandra Dragomir Nadia Petrova     | Miriam Oremans      | 7-65, 6-75, 6-4 | Parcours |
| 5  | 25-06-2001 | The Championships Wimbledon               | G. Chelem | 4 545 319 $ | Gazon (ext.)    | Lisa Raymond Rennae Stubbs          | Ai Sugiyama         | 6-4, 6-3        | Parcours |
| 6  | 17-09-2001 | Toyota Princess Cup Tokyo                 | Tier II   | 565 000 $   | Dur (ext.)      | Cara Black Liezel Huber             | Ai Sugiyama         | 6-1, 6-3        | Parcours |
| 7  | 03-03-2003 | Pacific Life Open Indian Wells            | Tier I    | 2 100 000 $ | Dur (ext.)      | Lindsay Davenport Lisa Raymond      | Ai Sugiyama         | 3-6, 6-4, 6-1   | Parcours |
| 8  | 05-05-2003 | MasterCard German Open Berlin             | Tier I    | 1 262 000 $ | Terre (ext.)    | Virginia Ruano Pascual Paola Suárez | Ai Sugiyama         | 6-3, 4-6, 6-4   | Parcours |
| 9  | 03-11-2003 | Tour Championships by Porsche Los Angeles | Masters   | 3 000 000 $ | Dur (int.)      | Virginia Ruano Pascual Paola Suárez | Ai Sugiyama         | 6-4, 3-6, 6-3   | Parcours |

### Finale en double mixte
| No | Date       | Nom et lieu du tournoi      | Catégorie | Dotation    | Surface      | Vainqueures                | Partenaire     | Score     |          |
| -- | ---------- | --------------------------- | --------- | ----------- | ------------ | -------------------------- | -------------- | --------- | -------- |
| 1  | 26-06-2000 | The Championships Wimbledon | G. Chelem | 5 235 332 $ | Gazon (ext.) | Kimberly Po Donald Johnson | Lleyton Hewitt | 6-4, 7-63 | Parcours |

## Parcours en Grand Chelem

### Victoires (4)
| Année | Tournoi          | Adversaire en finale | Score         |
| 2005  | US Open          | Mary Pierce          | 6-3, 6-1      |
| 2009  | US Open (2)      | Caroline Wozniacki   | 7-5, 6-3      |
| 2010  | US Open (3)      | Vera Zvonareva       | 6-2, 6-1      |
| 2011  | Open d'Australie | Li Na                | 3-6, 6-3, 6-3 |

### Finales (4)
| Année | Tournoi           | Adversaire en finale | Score           |
| 2001  | Roland-Garros     | Jennifer Capriati    | 6-1, 4-6, 10-12 |
| 2003  | Roland-Garros (2) | Justine Henin        | 0-6, 4-6        |
| 2003  | US Open           | Justine Henin        | 5-7, 1-6        |
| 2004  | Open d'Australie  | Justine Henin        | 3-6, 6-4, 3-6   |

### En simple dames
| Année | Open d'Australie | Open d'Australie  | Internationaux de France | Internationaux de France | Wimbledon      | Wimbledon         | US Open         | US Open               |
| ----- | ---------------- | ----------------- | ------------------------ | ------------------------ | -------------- | ----------------- | --------------- | --------------------- |
| 1999  | —                | —                 | —                        | —                        | 4e tour (1/8)  | Steffi Graf       | 3e tour (1/16)  | Serena Williams       |
| 2000  | 1er tour (1/64)  | Dominique Monami  | 1er tour (1/64)          | Ai Sugiyama              | 2e tour (1/32) | Anastasia Myskina | 2e tour (1/32)  | Lindsay Davenport     |
| 2001  | 4e tour (1/8)    | Lindsay Davenport | Finale                   | Jennifer Capriati        | 1/4 de finale  | Lindsay Davenport | 1/4 de finale   | Venus Williams        |
| 2002  | 1/2 finale       | Jennifer Capriati | 3e tour (1/16)           | Clarisa Fernández        | 2e tour (1/32) | Elena Likhovtseva | 4e tour (1/8)   | Amélie Mauresmo       |
| 2003  | 1/2 finale       | Serena Williams   | Finale                   | Justine Henin            | 1/2 finale     | Venus Williams    | Finale          | Justine Henin         |
| 2004  | Finale           | Justine Henin     | —                        | —                        | —              | —                 | —               | —                     |
| 2005  | —                | —                 | 4e tour (1/8)            | Lindsay Davenport        | 4e tour (1/8)  | Lindsay Davenport | Victoire        | Mary Pierce           |
| 2006  | 1/2 finale       | Amélie Mauresmo   | 1/2 finale               | Justine Henin            | 1/2 finale     | Justine Henin     | —               | —                     |
| 2007  | 1/2 finale       | Maria Sharapova   | —                        | —                        | —              | —                 | —               | —                     |
|       |                  |                   |                          |                          |                |                   |                 |                       |
| 2009  | —                | —                 | —                        | —                        | —              | —                 | Victoire        | Caroline Wozniacki    |
| 2010  | 3e tour (1/16)   | Nadia Petrova     | —                        | —                        | 1/4 de finale  | Vera Zvonareva    | Victoire        | Vera Zvonareva        |
| 2011  | Victoire         | Li Na             | 2e tour (1/32)           | Arantxa Rus              | —              | —                 | —               | —                     |
| 2012  | 1/2 finale       | Victoria Azarenka | —                        | —                        | 4e tour (1/8)  | Angelique Kerber  | 2e tour (1/32)  | Laura Robson          |
|       |                  |                   |                          |                          |                |                   |                 |                       |
| 2020  | —                | —                 | —                        | —                        | Annulé         | Annulé            | 1er tour (1/64) | Ekaterina Alexandrova |

N.B. : à droite du résultat se trouve le nom de l'ultime adversaire.

### En double dames
N.B. : le nom de la partenaire se trouve sous le résultat ; le nom des ultimes adversaires se trouve à droite.

### En double mixte
N.B. : le nom du partenaire se trouve sous le résultat ; le nom des ultimes adversaires se trouve à droite.

## Parcours en «Premier Mandatory» et «Premier 5»
Découlant d'une réforme du circuit WTA inaugurée en 2009, les tournois WTA « Premier Mandatory » et « Premier 5 » constituent les catégories d'épreuves les plus prestigieuses, après les quatre levées du Grand Chelem.

### En simple dames
| Année |              | Premier Mandatory            | Premier Mandatory           | Premier Mandatory | Premier Mandatory |       | Premier 5 | Premier 5                   | Premier 5  | Premier 5                  | Premier 5               | Premier 5 | Premier 5 |
| Année | Indian Wells | Miami                        | Madrid                      | Pékin             |                   | Dubaï | Rome      | Canada                      | Cincinnati |                            | Tokyo                   |           |           |
| Année | Indian Wells | Miami                        | Madrid                      | Pékin             |                   | Doha  | Rome      | Canada                      | Cincinnati |                            | Wuhan                   |           |           |
| Année | Indian Wells | Miami                        | Madrid                      | Pékin             |                   |       | Rome      | Canada                      | Cincinnati |                            |                         |           |           |
| 2009  |              |                              |                             |                   |                   |       |           |                             |            | 3e tour (1/8) J. Janković  | 1/4 de finale D. Safina |           |           |
| 2010  |              | 3e tour (1/16) A. Kleybanova | Victoire V. Williams        |                   |                   |       |           |                             |            | 1/4 de finale V. Zvonareva | Victoire M. Sharapova   |           |           |
| 2011  |              | 4e tour (1/8) M. Bartoli     | 1/4 de finale V. Azarenka   |                   |                   |       |           |                             |            | 2e tour (1/16) Zheng J.    |                         |           |           |
| 2012  |              |                              | 3e tour (1/16) Y. Wickmayer |                   |                   |       |           |                             |            |                            |                         |           |           |
| 2020  |              |                              |                             |                   |                   |       |           | 1er tour (1/32) G. Muguruza |            |                            |                         |           |           |
|       |              | WTA 1000                     |                             |                   |                   |       |           |                             |            |                            |                         |           |           |
| 2021  |              | 1er tour (1/64) K. Siniaková |                             |                   |                   |       |           |                             |            |                            |                         |           |           |

Sous le résultat, l’ultime adversaire.

### En double dames
| Année | Premier Mandatory | Premier Mandatory      | Premier Mandatory   | Premier Mandatory | Premier Mandatory | Premier Mandatory | Premier Mandatory | Premier Mandatory | Premier 5 | Premier 5 | Premier 5 | Premier 5 | Premier 5 | Premier 5 | Premier 5 | Premier 5                 | Premier 5   | Premier 5  | Premier 5 | Premier 5 | Premier 5 | Premier 5 |
| Année | Indian Wells      | Indian Wells           | Miami               | Miami             | Madrid            | Madrid            | Pékin             | Pékin             | Dubaï     | Dubaï     | Doha      | Doha      | Rome      | Rome      | Canada    | Canada                    | Cincinnati  | Cincinnati | Tokyo     | Tokyo     | Wuhan     | Wuhan     |
| ----- | ----------------- | ---------------------- | ------------------- | ----------------- | ----------------- | ----------------- | ----------------- | ----------------- | --------- | --------- | --------- | --------- | --------- | --------- | --------- | ------------------------- | ----------- | ---------- | --------- | --------- | --------- | --------- |
| 2009  |                   |                        |                     |                   |                   |                   |                   |                   |           |           |           |           |           |           |           |                           |             |            |           |           |           |           |
| —     | —                 | —                      | —                   | —                 | —                 | —                 | —                 | —                 | —         |           |           | —         | —         | —         | —         | 1er tour (1/16) Wickmayer | Oudin Perry | —          | —         |           |           |           |
| 2010  |                   |                        |                     |                   |                   |                   |                   |                   |           |           |           |           |           |           |           |                           |             |            |           |           |           |           |
| —     | —                 | 2e tour (1/8) Flipkens | Kirilenko Radwańska | —                 | —                 | —                 | —                 | —                 | —         |           |           | —         | —         | —         | —         | —                         | —           | —          | —         |           |           |           |

N.B. : le nom de la partenaire se trouve sous le résultat ; le nom des ultimes adversaires se trouve à droite.

## Parcours aux Masters

### En simple dames
| # | Date       | Nom de l'édition                          | ($)       | Surface         | Résultat               | Ultime adversaire  | Score          |          |
| - | ---------- | ----------------------------------------- | --------- | --------------- | ---------------------- | ------------------ | -------------- | -------- |
| 1 | 13/11/2000 | Chase Championships New York              | 2 000 000 | Moquette (int.) | 1/4 de finale          | Elena Dementieva   | 6-4, 2-6, 6-4  | Parcours |
| 2 | 29/10/2001 | Sanex Championships Munich                | 3 000 000 | Dur (int.)      | 1/2 finale             | Lindsay Davenport  | 1-6, 6-3, 7-63 | Parcours |
| 3 | 04/11/2002 | Home Depot Championships Los Angeles      | 3 000 000 | Dur (int.)      | Victoire               | Serena Williams    | 7-5, 6-3       | Parcours |
| 4 | 03/11/2003 | Tour Championships by Porsche Los Angeles | 3 000 000 | Dur (int.)      | Victoire               | Amélie Mauresmo    | 6-2, 6-0       | Parcours |
| 5 | 07/11/2005 | Tour Championships by Porsche Los Angeles | 3 000 000 | Dur (int.)      | Round Robin (défaite)  | Mary Pierce        | 6-1, 4-6, 7-62 | Parcours |
| 5 | 07/11/2005 | Tour Championships by Porsche Los Angeles | 3 000 000 | Dur (int.)      | Round Robin (défaite)  | Amélie Mauresmo    | 6-3, 7-64      | Parcours |
| 5 | 07/11/2005 | Tour Championships by Porsche Los Angeles | 3 000 000 | Dur (int.)      | Round Robin (victoire) | Elena Dementieva   | 6-2, 6-3       | Parcours |
| 6 | 06/11/2006 | Sony Ericsson Championships Madrid        | 3 000 000 | Dur (int.)      | 1/2 finale             | Amélie Mauresmo    | 6-2, 3-6, 6-3  | Parcours |
| 7 | 26/10/2010 | WTA Championships Doha                    | 4 550 000 | Dur (ext.)      | Victoire               | Caroline Wozniacki | 6-3, 5-7, 6-3  | Parcours |

### En double dames
| # | Date       | Nom de l'édition                          | ($)       | Surface    | Résultat | Partenaire  | Ultimes adversaires         | Score         |          |
| - | ---------- | ----------------------------------------- | --------- | ---------- | -------- | ----------- | --------------------------- | ------------- | -------- |
| 1 | 03/11/2003 | Tour Championships by Porsche Los Angeles | 3 000 000 | Dur (int.) | Finale   | Ai Sugiyama | Virginia Ruano Paola Suárez | 6-4, 3-6, 6-3 | Parcours |

## Parcours aux Jeux olympiques

### En simple dames
| # | Date       | Nom de l'olympiade             | Surface      | Résultat      | Ultime adversaire | Score    |          |
| - | ---------- | ------------------------------ | ------------ | ------------- | ----------------- | -------- | -------- |
| 1 | 28/07/2012 | Olympic Tennis Event Wimbledon | Gazon (ext.) | 1/4 de finale | Maria Sharapova   | 6-2, 7-5 | Parcours |

## Parcours en Fed Cup
| #                                                                     | Date       | Lieu      | Surface         | Gagnante(s)                   | Perdante(s)                      | Score           |          |
| --------------------------------------------------------------------- | ---------- | --------- | --------------- | ----------------------------- | -------------------------------- | --------------- | -------- |
|                                                                       |            |           |                 |                               |                                  |                 |          |
| 2000 - Round robin (groupe mondial) - Australie - Belgique - 1 : 2    |            |           |                 |                               |                                  |                 |          |
| 1                                                                     | 27/04/2000 | Moscou    | Moquette (int.) | Jelena Dokić                  | Kim Clijsters                    | 7-64, 5-7, 9-7  | Parcours |
|                                                                       |            |           |                 |                               |                                  |                 |          |
| 2000 - Round robin (groupe mondial) - Belgique - France - 2 : 1       |            |           |                 |                               |                                  |                 |          |
| 2                                                                     | 29/04/2000 | Moscou    | Moquette (int.) | Kim Clijsters                 | Nathalie Tauziat                 | 6-1, 6-4        | Parcours |
|                                                                       |            |           |                 |                               |                                  |                 |          |
| 2000 - Round robin (groupe mondial) - Russie - Belgique - 1 : 2       |            |           |                 |                               |                                  |                 |          |
| 3                                                                     | 30/04/2000 | Moscou    | Moquette (int.) | Kim Clijsters                 | Anna Kournikova                  | 5-7, 6-2, 6-4   | Parcours |
|                                                                       |            |           |                 |                               |                                  |                 |          |
| 2000 - 1/2 finale (groupe mondial) - États-Unis - Belgique - 2 : 1    |            |           |                 |                               |                                  |                 |          |
| 4                                                                     | 22/11/2000 | Las Vegas | Moquette (int.) | Lindsay Davenport             | Kim Clijsters                    | 7-64, 4-6, 6-3  | Parcours |
|                                                                       |            |           |                 |                               |                                  |                 |          |
| 2001 - Round robin (groupe mondial) - Belgique - Allemagne - 3 : 0    |            |           |                 |                               |                                  |                 |          |
| 5                                                                     | 07/11/2001 | Madrid    | Terre (int.)    | Kim Clijsters                 | Bianka Lamade                    | 6-3, 6-1        | Parcours |
|                                                                       |            |           |                 |                               |                                  |                 |          |
| 2001 - Round robin (groupe mondial) - Belgique - Australie - 3 : 0    |            |           |                 |                               |                                  |                 |          |
| 6                                                                     | 09/11/2001 | Madrid    | Terre (int.)    | Kim Clijsters                 | Alicia Molik                     | 6-3, 6-3        | Parcours |
| 6                                                                     | 09/11/2001 | Madrid    | Terre (int.)    | Els Callens Kim Clijsters     | Rachel McQuillan Alicia Molik    | 6-4, 6-2        | Parcours |
|                                                                       |            |           |                 |                               |                                  |                 |          |
| 2001 - Round robin (groupe mondial) - Espagne - Belgique - 0 : 3      |            |           |                 |                               |                                  |                 |          |
| 7                                                                     | 10/11/2001 | Madrid    | Terre (int.)    | Kim Clijsters                 | Arantxa Sánchez                  | 6-1, 6-2        | Parcours |
|                                                                       |            |           |                 |                               |                                  |                 |          |
| 2001 - Finale (groupe mondial) - Belgique - Russie - 2 : 1            |            |           |                 |                               |                                  |                 |          |
| 8                                                                     | 07/11/2001 | Madrid    | Terre (int.)    | Kim Clijsters                 | Elena Dementieva                 | 6-0, 6-4        | Parcours |
|                                                                       |            |           |                 |                               |                                  |                 |          |
| 2002 - 1er tour (groupe mondial) - Belgique - Australie - 3 : 1       |            |           |                 |                               |                                  |                 |          |
| 9                                                                     | 27/04/2002 | Bruxelles | Terre (int.)    | Kim Clijsters                 | Alicia Molik                     | 6-0, 6-2        | Parcours |
|                                                                       |            |           |                 |                               |                                  |                 |          |
| 2003 - 1er tour (groupe mondial) - Belgique - Autriche - 5 : 0        |            |           |                 |                               |                                  |                 |          |
| 10                                                                    | 26/04/2003 | Bree      | Terre (int.)    | Kim Clijsters                 | Evelyn Fauth                     | 4-6, 6-2, 6-2   | Parcours |
| 10                                                                    | 26/04/2003 | Bree      | Terre (int.)    | Kim Clijsters                 | Patricia Wartusch                | 6-2, 6-2        | Parcours |
| 10                                                                    | 26/04/2003 | Bree      | Terre (int.)    | Els Callens Kim Clijsters     | Sybille Bammer Yvonne Meusburger | 6-2, 6-2        | Parcours |
|                                                                       |            |           |                 |                               |                                  |                 |          |
| 2003 - 1/4 de finale (groupe mondial) - Belgique - Slovaquie - 5 : 0  |            |           |                 |                               |                                  |                 |          |
| 11                                                                    | 19/07/2003 | Charleroi | Dur (int.)      | Kim Clijsters                 | Ľubomíra Kurhajcová              | 6-3, 6-1        | Parcours |
| 11                                                                    | 19/07/2003 | Charleroi | Dur (int.)      | Kim Clijsters                 | Janette Husárová                 | 6-0, 6-1        | Parcours |
|                                                                       |            |           |                 |                               |                                  |                 |          |
| 2004 - 1er tour (groupe mondial) - Belgique - Croatie - 3 : 2         |            |           |                 |                               |                                  |                 |          |
| 12                                                                    | 24/04/2004 | Bree      | Terre (int.)    | Kim Clijsters                 | Jelena Kostanić                  | 6-1, 4-6, 6-1   | Parcours |
| 12                                                                    | 24/04/2004 | Bree      | Terre (int.)    | Kim Clijsters                 | Karolina Šprem                   | 6-1, 6-3        | Parcours |
|                                                                       |            |           |                 |                               |                                  |                 |          |
| 2005 - Barrage (groupe mondial I) - Belgique - Argentine - 3 : 2      |            |           |                 |                               |                                  |                 |          |
| 13                                                                    | 09/07/2005 | Bree      | Dur (ext.)      | Kim Clijsters                 | Mariana Díaz-Oliva               | 6-1, 6-2        | Parcours |
| 13                                                                    | 09/07/2005 | Bree      | Dur (ext.)      | Kim Clijsters                 | Gisela Dulko                     | 6-4, 6-1        | Parcours |
| 13                                                                    | 09/07/2005 | Bree      | Dur (ext.)      | Els Callens Kim Clijsters     | Mariana Díaz-Oliva Gisela Dulko  | 6-4, 3-6, 7-5   | Parcours |
|                                                                       |            |           |                 |                               |                                  |                 |          |
| 2006 - 1/4 de finale (groupe mondial) - Belgique - Russie - 3 : 2     |            |           |                 |                               |                                  |                 |          |
| 14                                                                    | 22/04/2006 | Liège     | Terre (int.)    | Elena Dementieva              | Kim Clijsters                    | 6-4, 6-3        | Parcours |
| 14                                                                    | 22/04/2006 | Liège     | Terre (int.)    | Kim Clijsters                 | Maria Kirilenko                  | 6-1, 6-4        | Parcours |
| 14                                                                    | 22/04/2006 | Liège     | Terre (int.)    | Maria Kirilenko Dinara Safina | Kim Clijsters Justine Henin      | 7-64, 7-5       | Parcours |
|                                                                       |            |           |                 |                               |                                  |                 |          |
| 2006 - 1/2 finale (groupe mondial) - Belgique - États-Unis - 4 : 1    |            |           |                 |                               |                                  |                 |          |
| 15                                                                    | 15/07/2006 | Ostende   | Dur (int.)      | Kim Clijsters                 | Jamea Jackson                    | 4-6, 6-2, 6-1   | Parcours |
| 15                                                                    | 15/07/2006 | Ostende   | Dur (int.)      | Kim Clijsters                 | Vania King                       | 6-0, 6-1        | Parcours |
|                                                                       |            |           |                 |                               |                                  |                 |          |
| 2010 - Barrage (groupe mondial I) - Belgique - Estonie - 3 : 2        |            |           |                 |                               |                                  |                 |          |
| 16                                                                    | 24/04/2010 | Hasselt   | Terre (int.)    | Kim Clijsters                 | Maret Ani                        | 6-4, 6-2        | Parcours |
|                                                                       |            |           |                 |                               |                                  |                 |          |
| 2011 - 1/4 de finale (groupe mondial) - Belgique - États-Unis - 4 : 1 |            |           |                 |                               |                                  |                 |          |
| 17                                                                    | 05/02/2011 | Anvers    | Dur (int.)      | Kim Clijsters                 | Melanie Oudin                    | 6-0, 6-4        | Parcours |
| 17                                                                    | 05/02/2011 | Anvers    | Dur (int.)      | Kim Clijsters                 | Bethanie Mattek                  | 6-710, 6-2, 6-1 | Parcours |

## Classements WTA en fin de saison
| Année          | 1998 | 1999 | 2000 | 2001 | 2002 | 2003 | 2004 | 2005 | 2006 |  | 2009 | 2010 | 2011 |  | 2020 | 2021 |
| Rang en simple | 409  | 47   | 18   | 5    | 4    | 2    | 22   | 2    | 5    |  | 18   | 3    | 13   |  | 1023 | 1118 |
| Rang en double | 327  | 150  | 48   | 15   | 24   | 4    | –    | –    | –    |  | –    | –    | –    |  | –    | –    |

Source : (en) Classements de Kim Clijsters sur le site officiel de la Fédération internationale de tennis

### Périodes au rang de numéro un mondiale
| # | Précédée par           | Dates                   | Suivie par             | Nombre de semaines | Cumul |
| - | ---------------------- | ----------------------- | ---------------------- | ------------------ | ----- |
| 1 | Serena Williams        | 11/08/2003 - 19/10/2003 | Justine Henin Hardenne | 10                 | 10    |
| 2 | Justine Henin Hardenne | 27/10/2003 - 09/11/2003 | Justine Henin Hardenne | 2                  | 12    |
| 3 | Lindsay Davenport      | 30/01/2006 - 19/03/2006 | Amélie Mauresmo        | 7                  | 19    |
| 4 | Caroline Wozniacki     | 14/02/2011 - 20/02/2011 | Caroline Wozniacki     | 1                  | 20    |

| # | Précédée par | Dates                   | Suivie par             | Nombre de semaines | Cumul |
| - | ------------ | ----------------------- | ---------------------- | ------------------ | ----- |
| 1 | Paola Suárez | 04/08/2003 - 10/08/2003 | Ai Sugiyama            | 1                  | 1     |
| 2 | Ai Sugiyama  | 18/08/2003 - 07/09/2003 | Virginia Ruano Pascual | 3                  | 4     |

## Records et statistiques

### Confrontations avec ses principales rivales
Au cours de sa carrière, Kim Clijsters a rencontré plusieurs adversaires de manière récurrente. Elle a plus particulièrement entretenu une rivalité avec sa compatriote Justine Henin (avec 25 affrontements au total).
Au total, elle a affronté quarante-quatre joueuses à au moins quatre reprises sur le circuit féminin. Elle mène dans ses face-à-face contre quarante-deux d'entre elles. Elle est menée sept victoires à deux par Serena Williams même si sa dernière défaite contre l'Américaine remonte au 28 mars 2003 en demi-finales à Miami (la Belge était âgée de 19 ans à l'époque).
L'Américaine Jennifer Capriati est la seconde joueuse à ne pas être menée par la Belge puisque les deux joueuses se sont rencontrées à six reprises, avec trois victoires à la clé pour chacune.
Ci-dessous les principales rivalités de la carrière de la Belge (face aux anciennes numéro un mondiales et face aux membres du top 10 mondial avec un minimum de 4 confrontations).
| Joueuse                 | Meilleur classement | Confrontations | Victoires | Défaites | Pourcentage de victoires | Dernière confrontation                               |
| ----------------------- | ------------------- | -------------- | --------- | -------- | ------------------------ | ---------------------------------------------------- |
| Serena Williams         | 1                   | 9              | 2         | 7        | 22                       | Victoire (6-4, 7-5) à l'US Open 2009                 |
| Jennifer Capriati       | 1                   | 6              | 3         | 3        | 50                       | Victoire (4-6, 6-3, 6-0) aux Masters 2003.           |
| Justine Henin           | 1                   | 25             | 13        | 12       | 52                       | Victoire (2-6, 6-2, 6-3) à Wimbledon 2010            |
| Lindsay Davenport       | 1                   | 17             | 9         | 8        | 52,9                     | Défaite (6-3, 6-7, 6-3) à Wimbledon 2005             |
| Amélie Mauresmo         | 1                   | 15             | 8         | 7        | 53,3                     | Défaite (6-4, 7-64) au tournoi d'Anvers 2007         |
| Venus Williams          | 1                   | 13             | 7         | 6        | 53,8                     | Victoire (4-6, 7-6, 6-4) à l'US Open 2010            |
| Martina Hingis          | 1                   | 9              | 5         | 4        | 55,5                     | Victoire (3-6, 6-4, 6-3) à l'Open d'Australie 2007   |
| Victoria Azarenka       | 1                   | 7              | 4         | 3        | 57.2                     | Défaite (6-4, 1-6, 6-3) à l'Open d'Australie 2012    |
| Maria Sharapova         | 1                   | 9              | 5         | 4        | 55,5                     | Défaite (6-2, 7-5) au tournoi olympique 2012         |
| Nathalie Tauziat        | 3                   | 6              | 4         | 2        | 66.6                     | Victoire (6-2, 6-2) à New Haven 2001                 |
| Patty Schnyder          | 7                   | 9              | 6         | 3        | 66.6                     | Défaite (6-4, 3-6, 7-66) à Luxembourg 2009           |
| Ai Sugiyama             | 8                   | 9              | 6         | 3        | 66.6                     | Victoire (6-1, 6-4) à l'US Open 2005                 |
| Anastasia Myskina       | 2                   | 10             | 7         | 3        | 70                       | Victoire (6-4, 6-1) à Toronto 2005                   |
| Jelena Dokić            | 4                   | 10             | 7         | 3        | 70                       | Victoire (6-3, 6-0) à Open Gaz de France 2011        |
| Vera Zvonareva          | 2                   | 11             | 8         | 3        | 72.7                     | Victoire (6-3, 4-3 ab.) à Wimbledon 2012             |
| Li Na                   | 2                   | 8              | 6         | 2        | 75                       | Victoire (4-6, 7-66, 6-4) à l'Open d'Australie 2012  |
| Mary Pierce             | 3                   | 4              | 3         | 1        | 75                       | Défaite (6-1, 4-6, 7-62) aux Masters 2005.           |
| Marion Bartoli          | 7                   | 4              | 3         | 1        | 75                       | Défaite (3-6, 3-1 ab.) à l'Open d'Indian Wells 2011  |
| Elena Dementieva        | 3                   | 14             | 11        | 3        | 78,5                     | Victoire (6-4, 6-0) aux Masters 2010                 |
| Nadia Petrova           | 3                   | 5              | 4         | 1        | 80                       | Défaite (6-0, 6-1) à l'Open d'Australie 2010.        |
| Anna Kournikova         | 8                   | 5              | 4         | 1        | 80                       | Victoire (7-5, 7-6) à Luxembourg en 2001.            |
| Dinara Safina           | 1                   | 10             | 8         | 2        | 80                       | Victoire (6-0, 6-0) à l'Open d'Australie 2011        |
| Conchita Martínez       | 2                   | 6              | 5         | 1        | 83,3                     | Victoire (6-2, 6-2) à Eastbourne 2005                |
| Svetlana Kuznetsova     | 2                   | 8              | 7         | 1        | 87,5                     | Victoire (6-4, 4-6, 6-2) à l'Open de Cincinnati 2010 |
| Jelena Janković         | 1                   | 9              | 8         | 1        | 88,9                     | Victoire (6-2, 6-4) à Wimbledon 2012                 |
| Daniela Hantuchová      | 5                   | 11             | 10        | 1        | 91                       | Victoire (6-3, 6-2) à l'Open d'Australie 2012        |
| Caroline Wozniacki      | 1                   | 3              | 3         | 0        | 100                      | Victoire (6-3, 7-64) à l'Open d'Australie 2012       |
| Arantxa Sánchez Vicario | 1                   | 4              | 4         | 0        | 100                      | Victoire (7-5, 6-1) aux Masters 2001                 |
| Amanda Coetzer          | 3                   | 4              | 4         | 0        | 100                      | Victoire (6-3, 6-1) à l'Open d'Australie 2003        |
| Ana Ivanović            | 1                   | 6              | 6         | 0        | 100                      | Victoire (6-3, 6-4) au tournoi olympique 2012        |
| Samantha Stosur         | 4                   | 5              | 5         | 0        | 100                      | Victoire (7-63, 6-1) aux Masters 2010                |
| Magdalena Maleeva       | 4                   | 6              | 6         | 0        | 100                      | Victoire (6-3, 6-4) au tournoi de Hasselt 2004       |
| Chanda Rubin            | 6                   | 7              | 7         | 0        | 100                      | Victoire (6-4, 6-4) aux Masters 2003                 |
| Francesca Schiavone     | 4                   | 12             | 12        | 0        | 100                      | Victoire (6-3, 7-67) au tournoi de Rosmalen 2012     |
| Total                   | -                   | 295            | 209       | 86       | 71.1                     |                                                      |

### Records
- 2001
  - Kim à 18 ans est la première belge de l'ère open à arriver en finale d'un Grand Chelem, celui de Roland-Garros. Elle perd en finale contre Jennifer Capriati sur le score serré de 1-6, 6-4, 12-10.
- 2003
  - Kim devient la première numéro 1 mondial belge de tennis.
  - Elle est aussi la première numéro 1 mondial, sans titre de Grand Chelem à son actif.
  - Elle est l'une de sept femmes à être numéro 1 en simple et en double. Cet exploit a été également réalisé par : Martina Navrátilová, Martina Hingis, Serena Williams, Venus Williams, Arantxa Sánchez Vicario et Lindsay Davenport. Elle devient la première joueuse à l'être simultanément.
  - Kim est la première femme à jouer 100 matchs sur une saison depuis Chris Evert en 1972.
- 2005
  - Elle réalise le doublé Indian Wells-Miami, devenant deuxième joueuse de l'histoire à réaliser cet exploit (après Steffi Graf en 1994 et avant Victoria Azarenka en 2016).
  - En remportant le US Open Series et l'US Open, elle a récolté la somme de 2,2 millions de dollars, la somme d'argent la plus importante gagnée par une athlète féminine.
  - Elle détient le record de victoires sur la saison américaine: 36 victoires pour une défaite.
  - D'août à octobre, elle survole le circuit avec une invincibilité qui s'étend sur 22 victoires consécutives.
- 2006
  - Première joueuse à être sacrée pour la 6e fois "joueuse la plus fair-play de l'année".
- 2009
  - Kim est la première non-classée à gagner l'US Open ainsi que la première joueuse n'étant pas issue du top10 au classement mondial.
  - Première mère depuis Evonne Goolagong à remporter un tournoi du grand chelem.
  - Première joueuse à remporter 7 fois le titre de "joueuse la plus fair-play" de la saison.
- 2010
  - Première femme à garder son titre à l'US Open depuis Venus Williams en 2001.
  - Deuxième femme de l'ère open à gagner 3 US Open dans lesquels elle joue (2005-2009-2010)
  - Elle comptabilise 21 victoires successives à l'US Open. C'est la deuxième meilleure performance de l'histoire du tennis après Chris Evert qui en compte 31.
  - Troisième femme à remporter 2 tournois du Grand Chelem en tant que maman.
  - Elle remporte son 3e Masters. Elle rejoint ainsi Martina Navrátilová, Monica Seles, Chris Evert et Steffi Graf.
  - Première joueuse à être titrée joueuse de l'année, après avoir reçu l'année précédente le titre de come-back de l'année.
- 2011
  - Kim est la première joueuse à infliger un double 6-0 à une ancienne numéro 1 mondiale, à savoir Dinara Safina.
  - En remportant l'Open d'Australie, elle égale le record du nombre de tournois du Grand Chelem gagnés en étant maman, avec 3 tournois, record alors détenu par Margaret Smith Court.
  - Elle gagne successivement les 4 plus gros tournois sur dur : Miami, l'US Open, le Masters de Doha et l'Australian Open.
  - Elle devient numéro 1 mondiale pour la 4e fois de sa carrière le 14 février 2011.
  - Elle est la première maman à être numéro 1[92].
  - Selon le magazine Time, elle est la 16e personne la plus influente au monde en 2011 et la première sportive de la liste[168].
  - En août 2011, elle est d'après Forbes la 5e athlète féminine la mieux payée au monde avec 11 millions de dollars de gains sur les douze derniers mois[169],[170].
- 2012
  - Elle améliore son record de titres de "joueuse la plus fair-play de l'année" avec un 8e sacre.

## Récompenses et distinctions

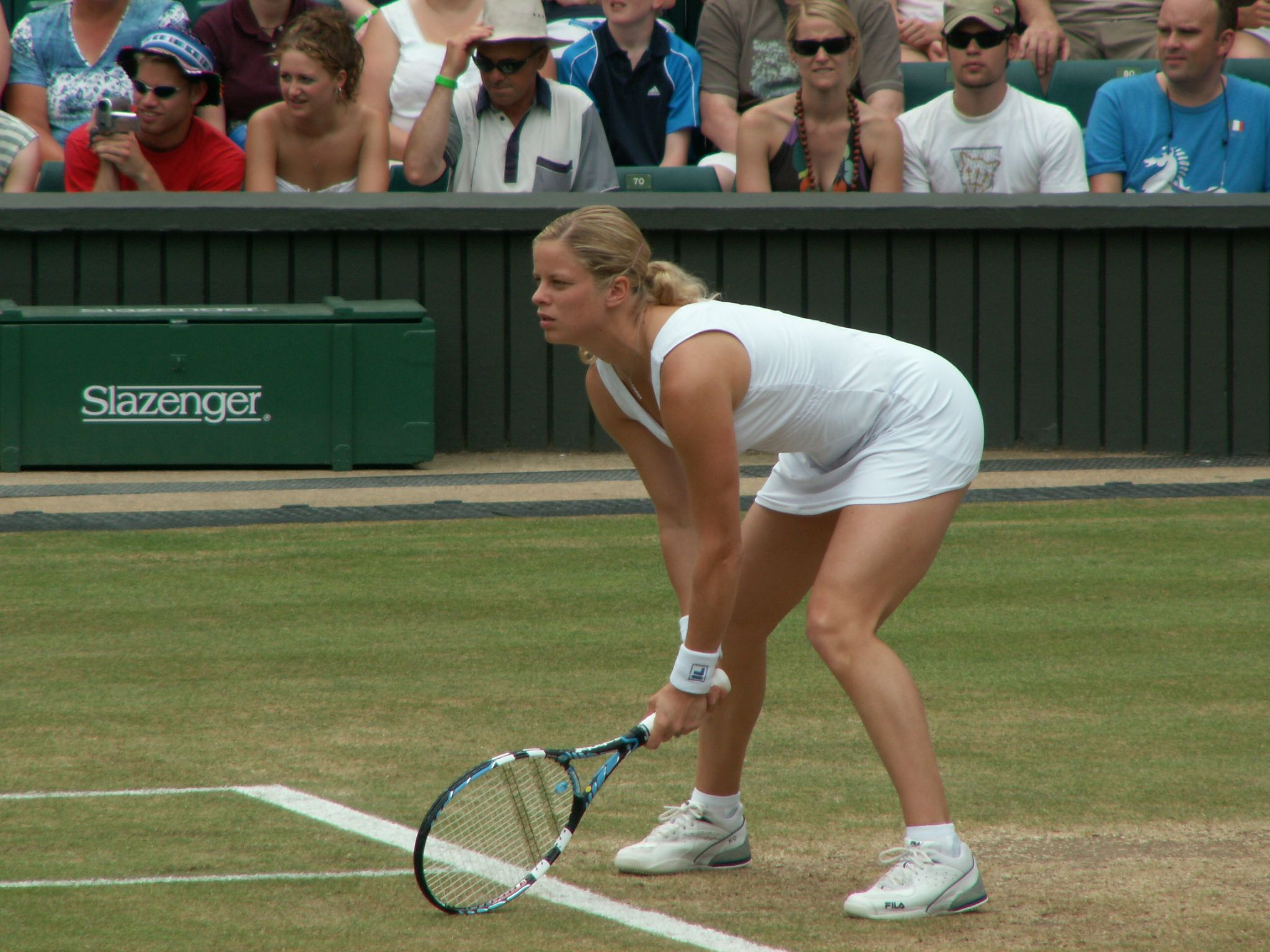
Wimbledon 2006

- « Sportive belge de l'année » en 1999, 2000, 2001, 2002, 2005, 2009, 2010[87] et 2011.
- Le 1er juillet 2003, Kim Clijsters et Justine Henin reçoivent le titre de Grand-croix de l'ordre de la Couronne[171].
- En 2005, l'ITF l'élit « meilleure joueuse de l'année[172] ».
- Le 16 décembre 2007, Kim est récompensée pour l'ensemble de sa carrière lors du Gala du Sport au casino d'Ostende[173].
- Elle a remporté de nombreux WTA Awards:
- "meilleure nouvelle venue" en 1999[174]
- "joueuse de l'année" en 2005 et 2010[85]
- "come back de l'année" en 2005 et 2009[175]
- "player service" en 2003, 2006 et 2010[174]
- "joueuse la plus fair-play" en 2000[176], 2001, 2002[177], 2003, 2005, 2006[178], 2009[175] et 2012.
- "humanitarian of the year" en 2006[178]
- ITWA prix de la presse en 2003, 2005 et 2010[86]
- En mars 2010, elle est récompensée aux Laureus World Sports Awards dans la catégorie "comeback" de l'année 2009[179].
- En avril 2011, le magazine américain Time la place à la 16e place de sa liste annuelle des 100 personnalités les plus influentes du monde. Elle est la seule représentante parmi les sportives professionnelles et elle devance le second sportif du classement, Lionel Messi qui figure au 87e rang[180].
- En septembre 2011, elle est le "Sportif préféré des Belges" pour le premier trophée "Les Sports-DH-Dedicated Research" du quotidien Belge La Dernière Heure/Les Sports. Elle devance Philippe Gilbert. Elle récolte en outre la majorité des suffrages dans toutes les sous-catégories (hommes, femmes, Flamands, Bruxellois, Wallons, par tranche d'âge, sportifs et non-sportifs).